# زالی (بام و صفی‌آباد)
زالی، روستایی در دهستان ساریگل بخش بام شهرستان بام و صفی‌آباد در استان خراسان شمالی ایران است.

## موقعیت جغرافیایی
این روستا در ۵ کیلومتری شرق دهستان بام و در ۳۹ کیلومتری شمال غرب شهر صفی‌آباد واقع گردیده‌است. روستای زالی از طرف شمال به کوه شاه جهان و روستای بانی در، از غرب به روستای جهان و چهارمست، از شرق به دهستان بام و روستای کوشکندر و عیسی باغ و از جنوب به روستای اردین و دستجرد محدود است.

## تاریخچه روستا

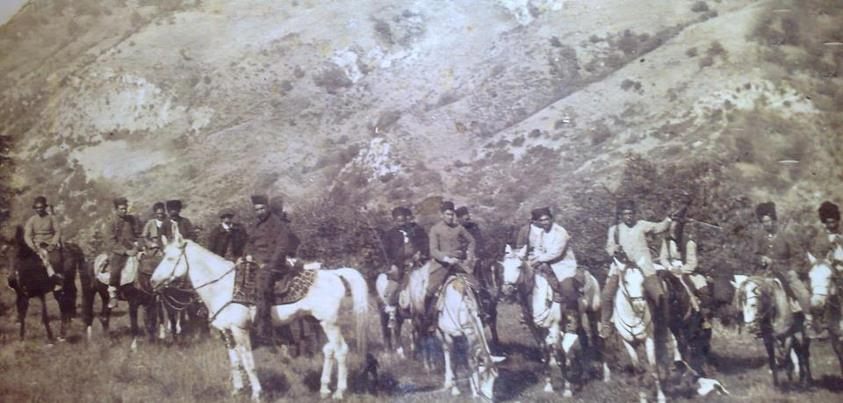
فریدون وایرج وحید از خاندان معروف ترکان بغایری که در دوران پهلوی بر روستای زالی حاکم بودند

با توجه به تحقیقات باستان‌شناسی که در زمینه سکونت انجام گرفته قدمت سکونت در این منطقه به حدود ۲۱۰۰ سال پیش برمی گردد که در آن زمان احتمالاً خانواده‌های از پارتیان در قلعه معروف به قلعه کهنه تجری سکونت داشته‌اند.
از زمان پیدایش این روستا اطلاعات زیادی وجود ندارد و پیدایش آن را شاید بتوان به پس از تخریب و متروکه شدن روستای نهامود نسبت داد. طبق اسناد موجود نام تاریخی این روستا در گذشته قریه نهامود نام داشته‌است که به دوره تیموری بر می‌گرد و آن زمانی است که حافظ ابرو در سال ۸۳۳ ه‍.ق از منطقه ارغیان گذر کرده برای جهان ارغیان ۱۲ قریه ذکر کرده که نهامود یکی از این قرای به‌شمار می‌آمده‌است:
«ولایت جهان و ارغیان: قریه روئین و توابع، قریه اردین، و توابع، قریه دستجرد و توابع، قریه کاریزدر، قریه بکر آباد، قریه نهامود، قریه جهان و توابع، قریه بان و توابع، قریه اسفنج و توابع، قریه خرق و توابع، قریه کرد، قریه سی و توابع، بیرون از این قری مزارع بسیار دارد.»
طبق نوشته کتابچه «بام و صفی‌آباد من محال ارض اقدس» دردوره قاجاریه (قرن ۱۳) اسم این روستا زالو بوده‌است و با روستای کوشکندر و عیسی باغ جزو قلعه خرکوچری محسوب می‌شده‌اند «آبش از رشته قنات است هوایش ئیلاق است. قشلاق‌هایش میان بام و صفی‌آباد است».

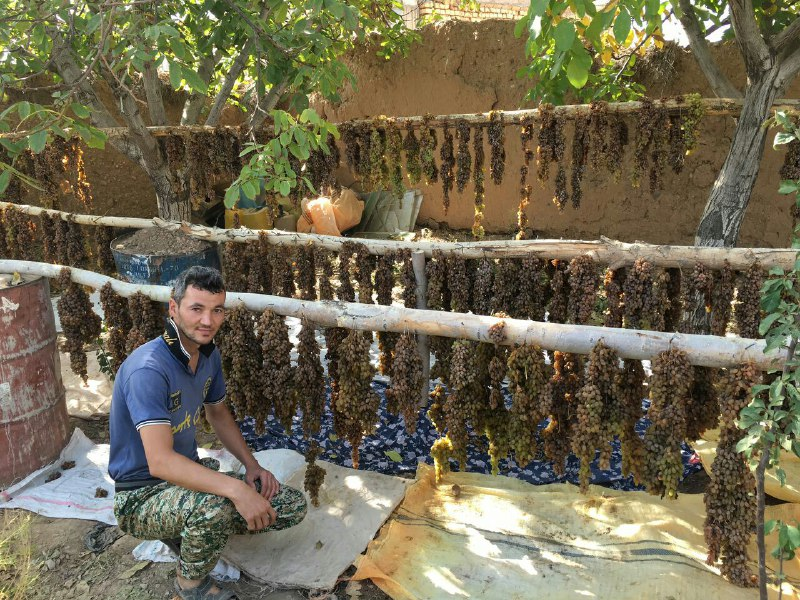
تولید کشمش به سبک سنتی از نوع اشغار در روستای زالی

## کوه‌ها

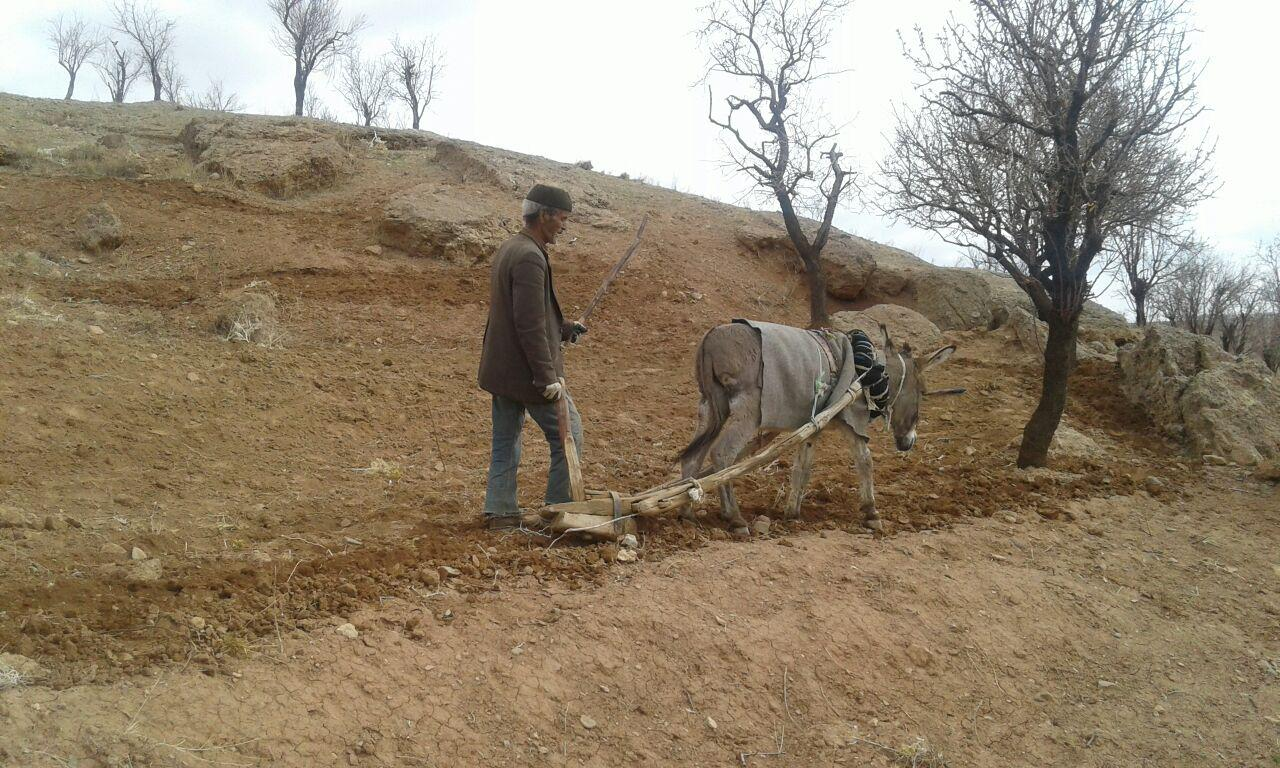
شخم زمین درختان بادام در روستای زالی به سبک قدیم

- کوه‌های شاه حسن این کوه باارتفاع ۲۶۶۲ متر در فاصله‌های ۵/۸ کیلومتری شمال آبادی واقع گردیده‌است.[۱]
- کوه گل خانی این کوه باارتفاع ۲۶۶۲ متر در فاصله‌های ۵/۶ کیلومتری شمال آبادی واقع گردیده‌است.[۱]
- کوه قوزی این کوه با ارتفاع ۲۱۴۷ متر در ۶ کیلومتری شمال غرب آبادی واقع گردیده‌است.[۱] دامنه جنوب غربی این کوه پوشیده از درختان بادام می‌باشد و تک توک درخت پسته هم به صورت دیم قابل مشاهده‌است. از مهم‌ترین کشفیات جدید باستان‌شناسی در دامنه این کوه می‌توان به قریه نهامود اشاره کرد.
- کوه قرمزی این کوه با ارتفاع ۱۷۷۰ متر در ۳ کیلومتری غرب روستای زالی.[۴] و در کلاته تجری سفلی واقع شده‌است. این کوه به دلیل ساختار خاک رسی متمایل به قرمز به این نام کوه قرمز یا تل قرمز معروف می‌باشد و پوشش گیاهی آن شامل کنگر، خشکر، شلغمک هندی و… است. ساختار داخلی این کوه به گونه‌ای است که باجذب آب در زمستان و پس دادن آن به صورت چشمه در دامنه جنوبی است که امروزه این چشمه معروف به چشمه عباس است که در فصل بهار به مدت دوماه دارای آب بوده و به همین دلیل در اردیبهشت ماه منظره جالبی از گل و گیاه در پیرامون این چشمه دیده می‌شود.

## آب‌های سطحی و زیرزمینی

### رودخانه‌ها
رودخانه کال نهاجرد، دارای رژیم سیلابی است و حوزه آن ۶۲ کیلومتر مربع، جریان عادی این رودخانه ۵٪ مترمکعب در ثانیه برآورد گردیده‌است. این رودخانه از کوه‌های شاه حسن سرچشمه گرفته و پس از عبور از روستای بانی در و زالی در روستای دستجرد به کال ولایت می‌پیوندد نام اصلی این رودخانه درگذشته نهامود بوده که به مرور زمان به نهاجرد تغییر نام داده‌است و امروزه در روستاهای اطراف به نام کال داشخانه نیز شناخته می‌شود.
رودخانه کال تجری از کوه‌های شاه حسن سرچشمه گرفته و پس از عبور از کلاته تجری علیا و سفلی در محدوده معروف به کال دابردی (واژه ترکی یعنی جایی که دو رودخانه به هم می‌رسند) به هم می‌پیوندد و پس از گذشت چند کیلومتر در شمال شرق روستای دستجرد به کال ولایت می‌پیوندد.
مهم‌ترین محل‌های سکونت که درگذشته در حاشیه این رودخانه صورت گرفته می‌توان به تپه قلعه کهنه تجری اشاره کرد که در تجری علیا واقع گردیده‌است که اقوام ساکن در آن مربوط به اشکانیان می‌باشد

### قنات‌ها
زالی قناتی است که در روستای زالی از توابع بخش بام و صفی‌آباد، شهرستان اسفراین در استان خراسان شمالی قرار دارد. طول این قنات ۱۰۰۰ متر است و تعداد ۱۵ میله چاه دارد. عمق مادرچاه این قنات، ۷ متر و فاصلهٔ مظهر تا محل آن ۱۰ متر می‌باشد. دبی این قنات ۱۵ لیتر بر ثانیه است. تعداد مالکان این قنات ۳۰ نفر می‌باشد و زمین‌های زیر کشت این قنات ۲۰ هکتار می‌باشد.

## پوشش گیاهی روستا

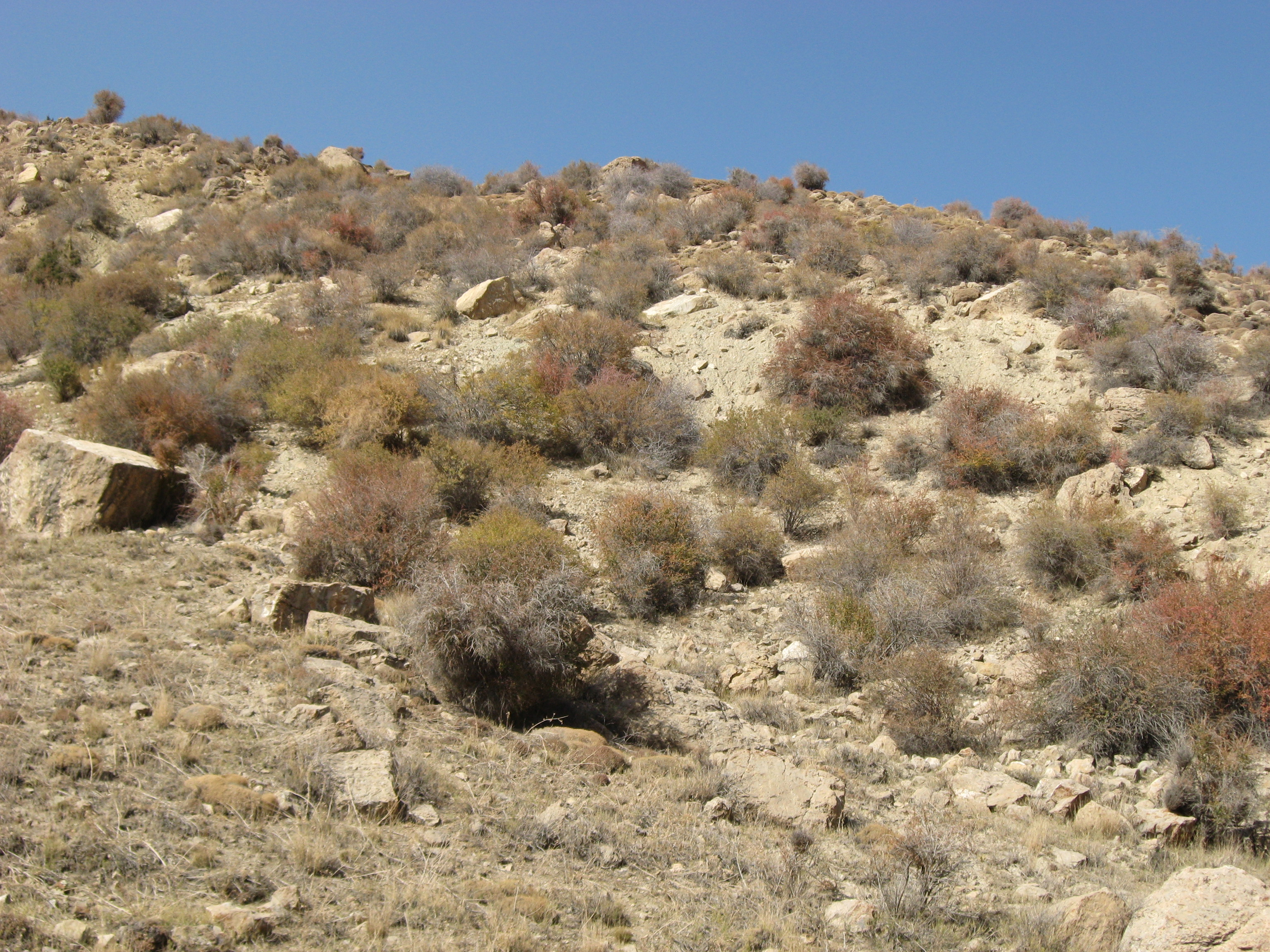
پوشش گیاهی بخش کوهستانی شمال روستای زالی، ۱۳۹

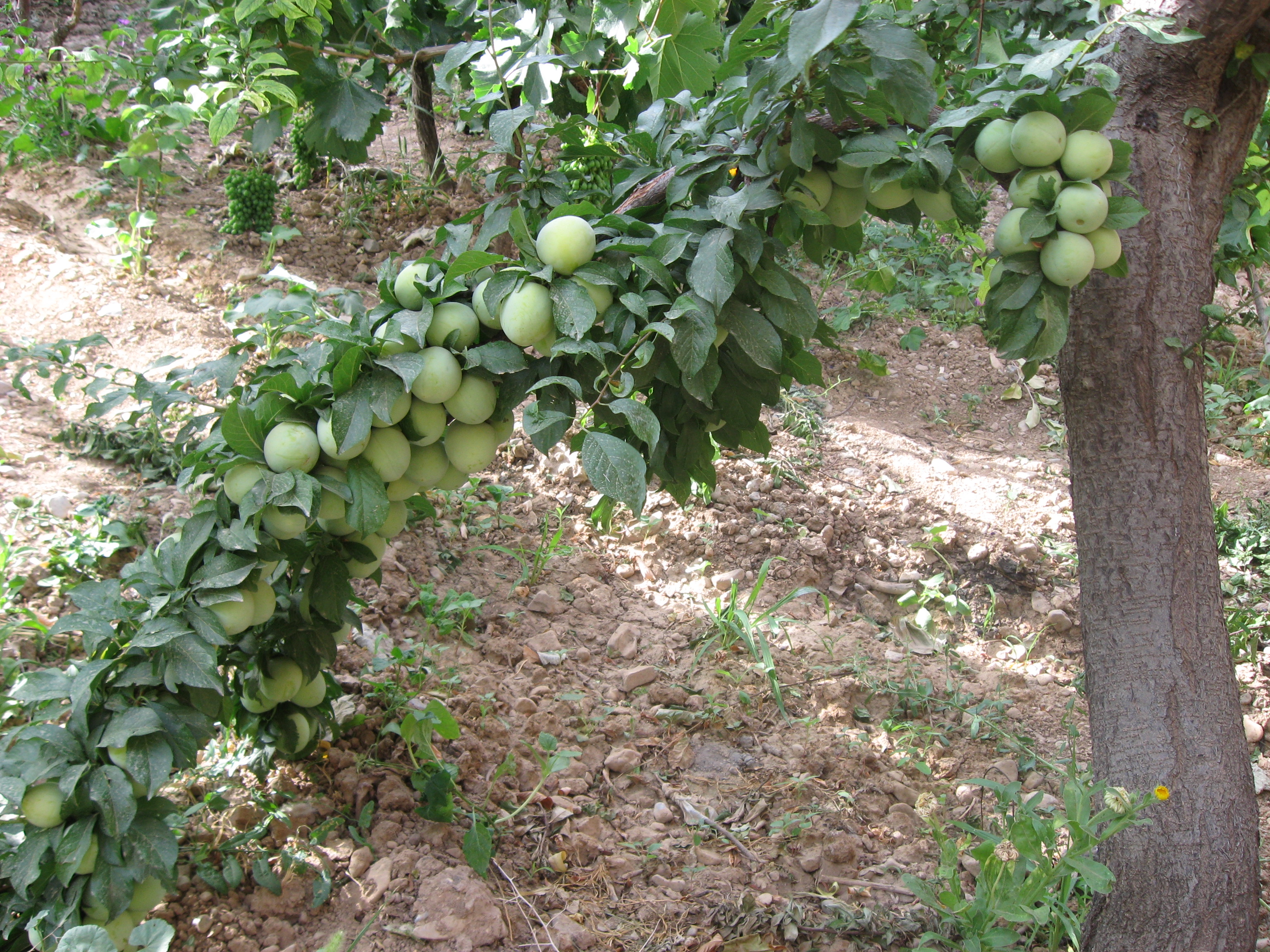
پوشش گیاهی بخش کوهستانی شمال روستای زالی، ۱۳۹۰

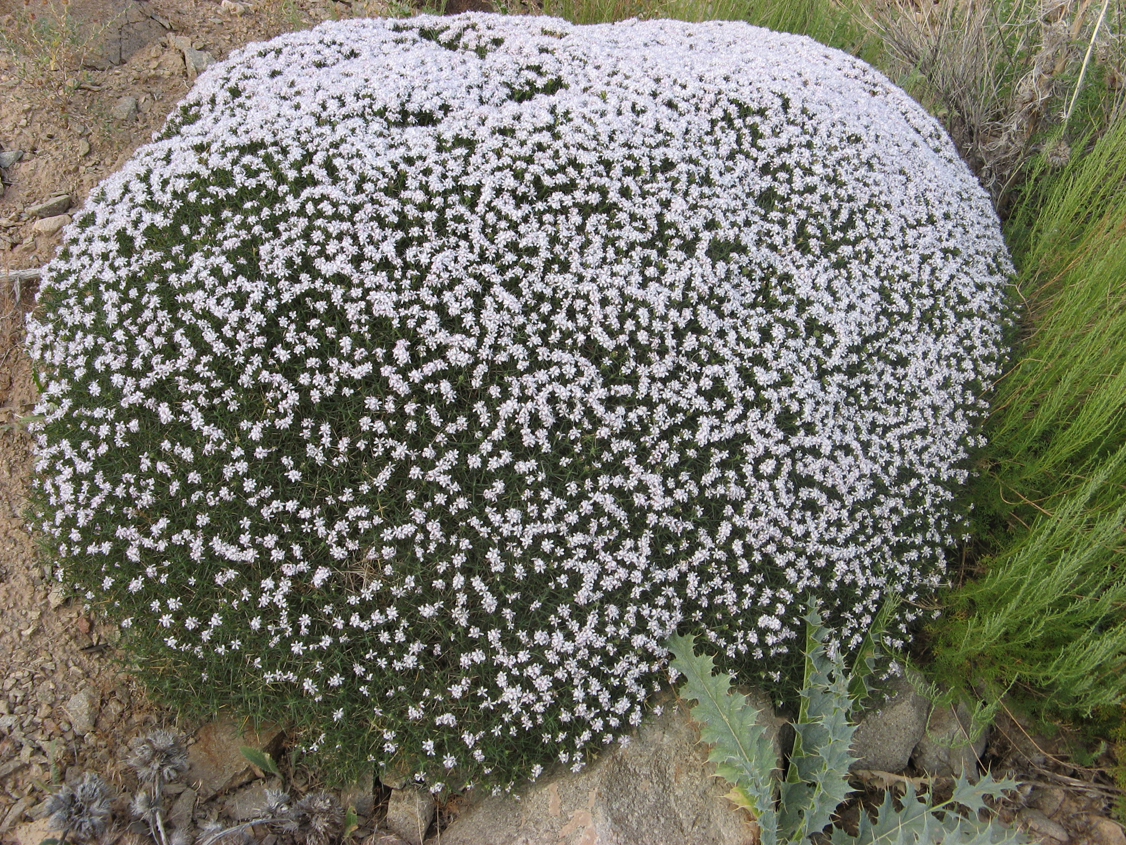
نمونه گونهای روستای زالی۱۳۹۰

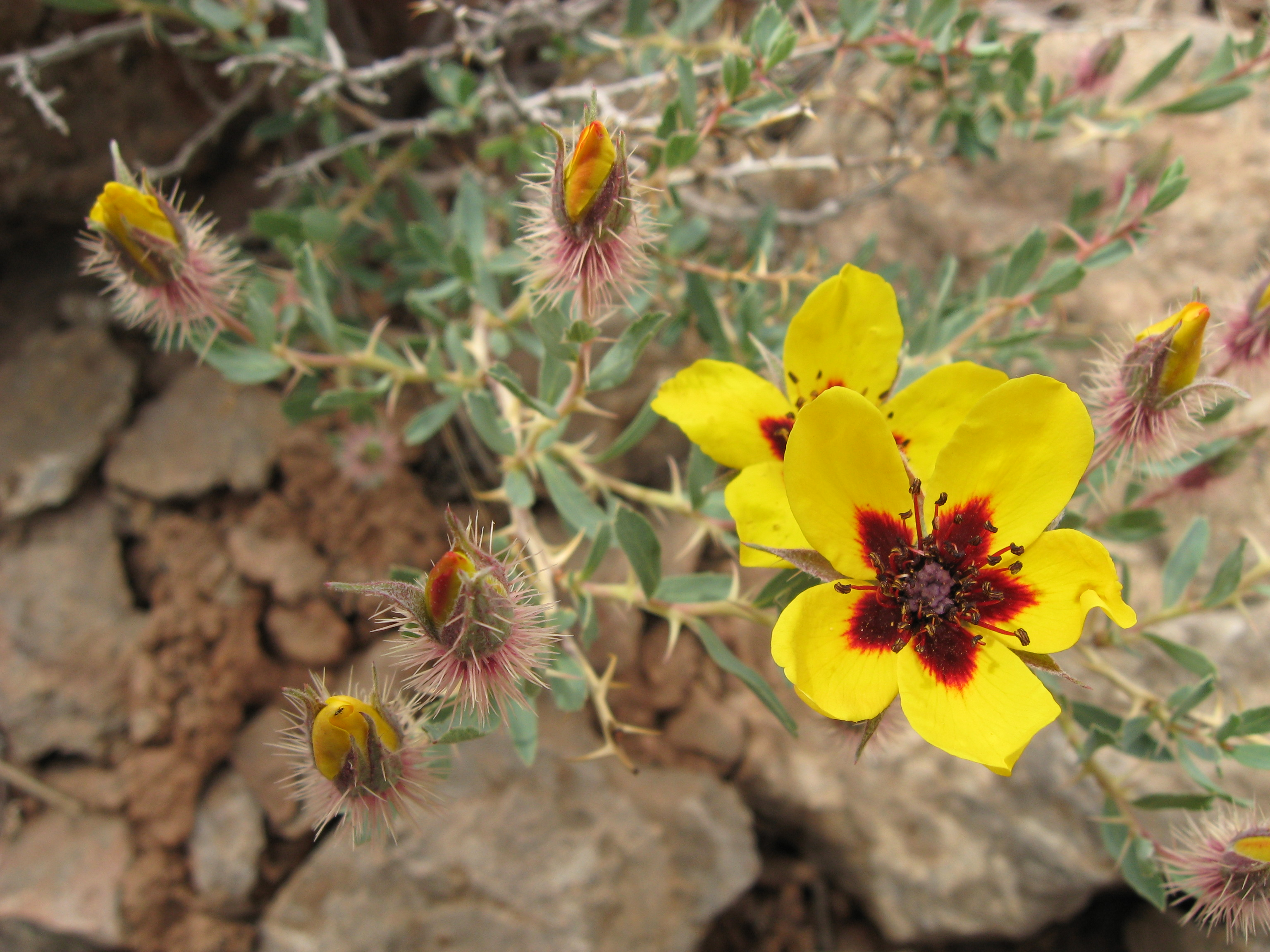
درختچه ورک از پوشش گیاهی روستای زالی، ۱۳۸۶

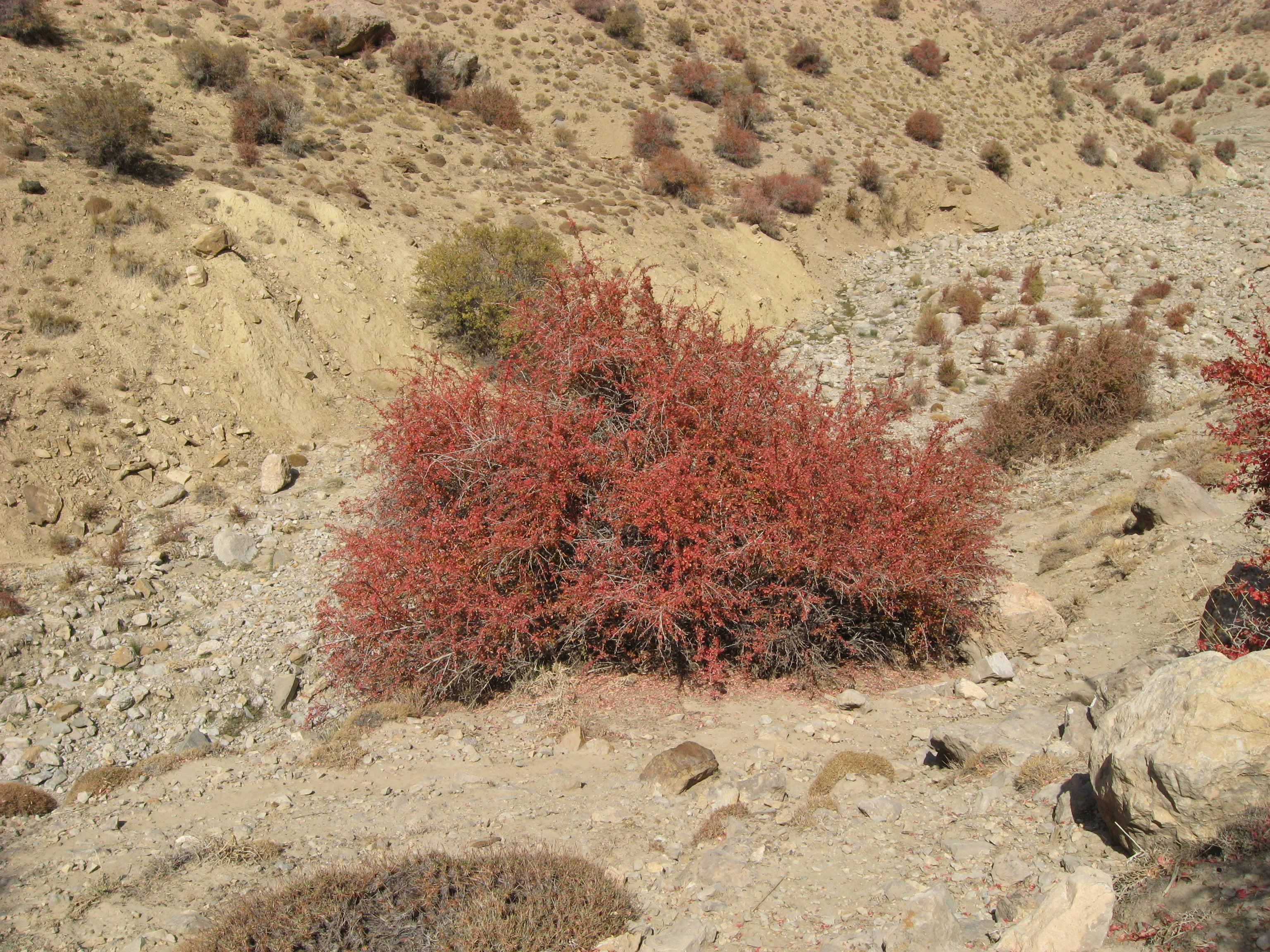
درختچه زرشک از پوشش گیاهی روستای زالی، ۱۳۸۸

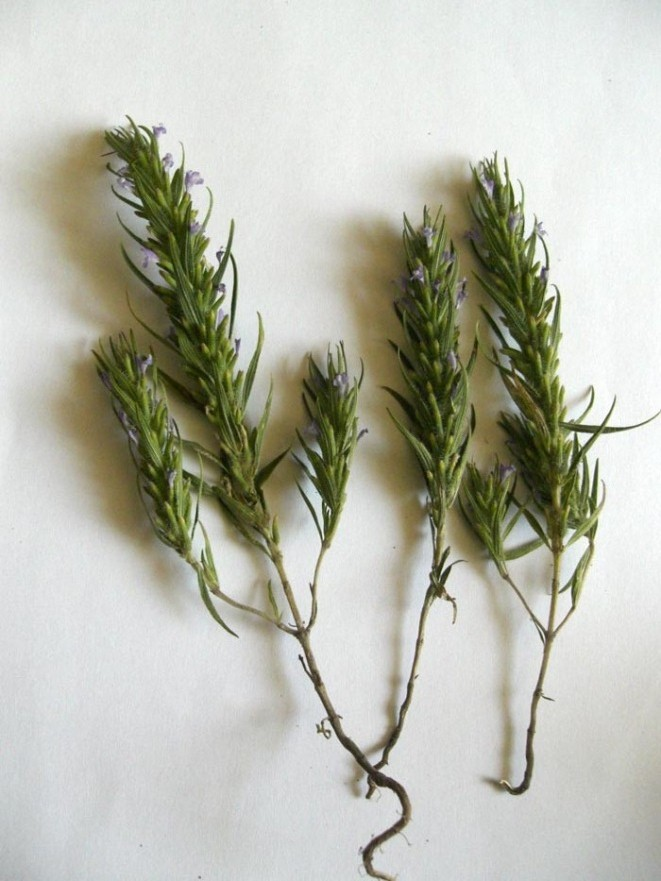
نمونه ککلیک اوتی روستای زالی۱۳۹۰

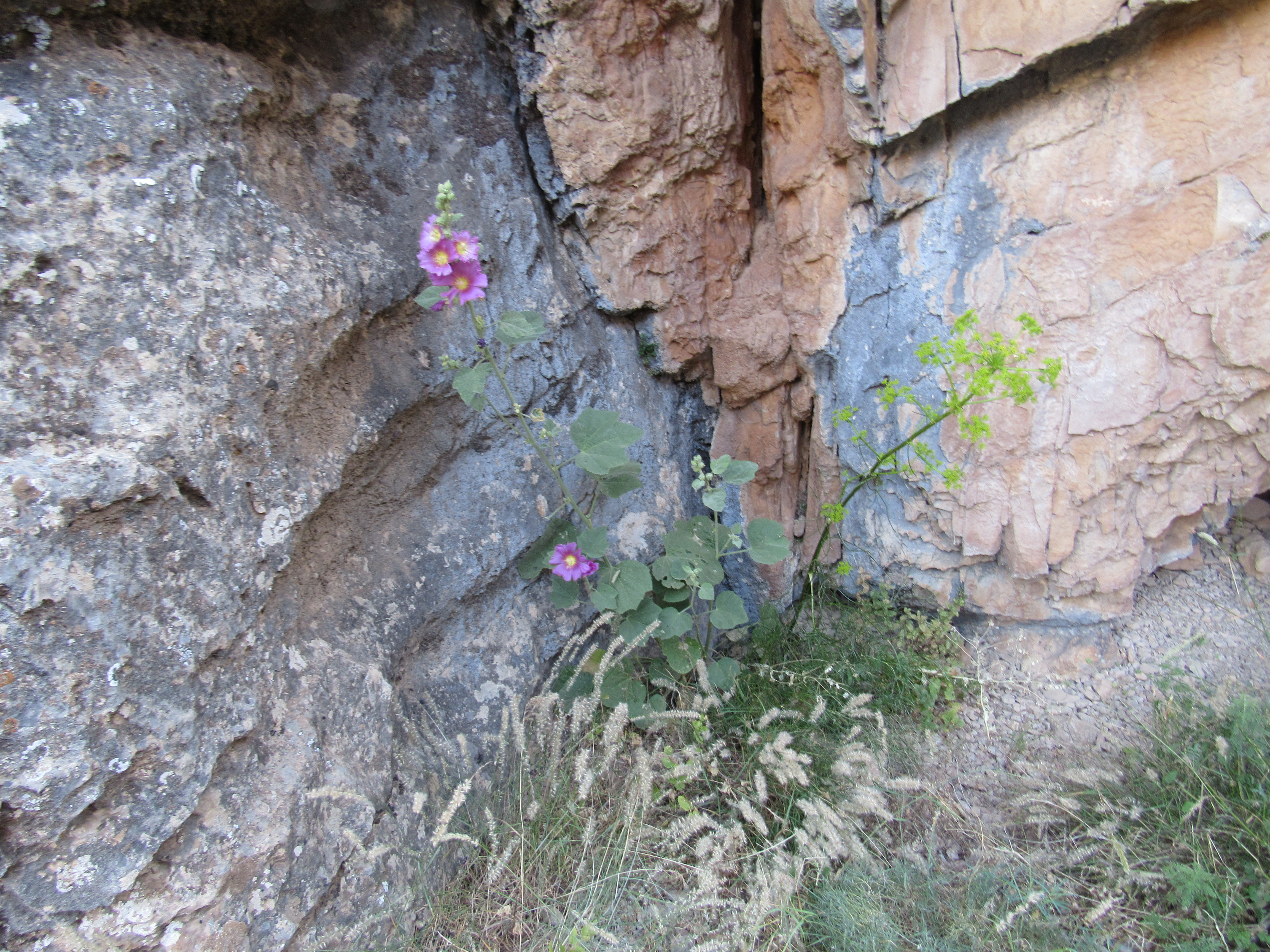
گل ختمی وحشی در ارتفاعات روستای زالی

پوشش گیاهی این روستا را می‌توان با توجه به موقعیت جغرافیایی آن به دو قسمت کوهستانی و دشتی طبقه‌بندی کرد:

### پوشش گیاهی بخش کوهستانی

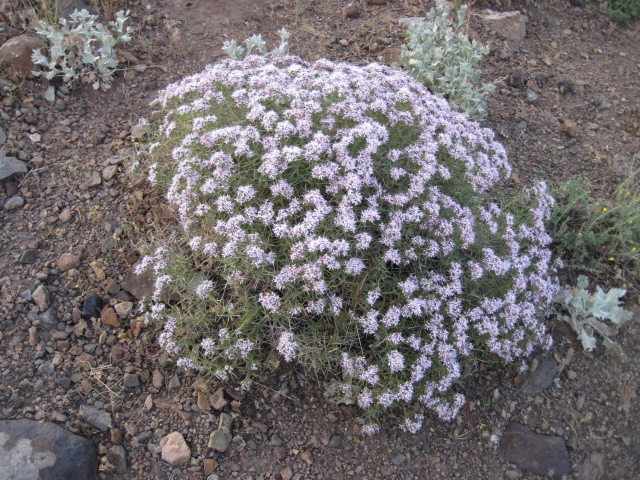
این عکس مربوط به گون از پوشش گیاهی روستای زالی است

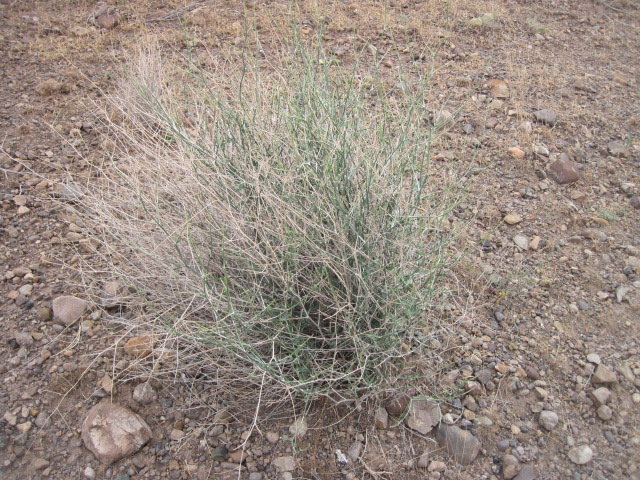
این عکس مربوط به پوشش روستای زالی به نام قوق می‌باشد و ساکنین این روستا از این گیاه برای حفاظت از خانه‌ها و باغ‌ها روی دیواری را پرچین می‌کنند

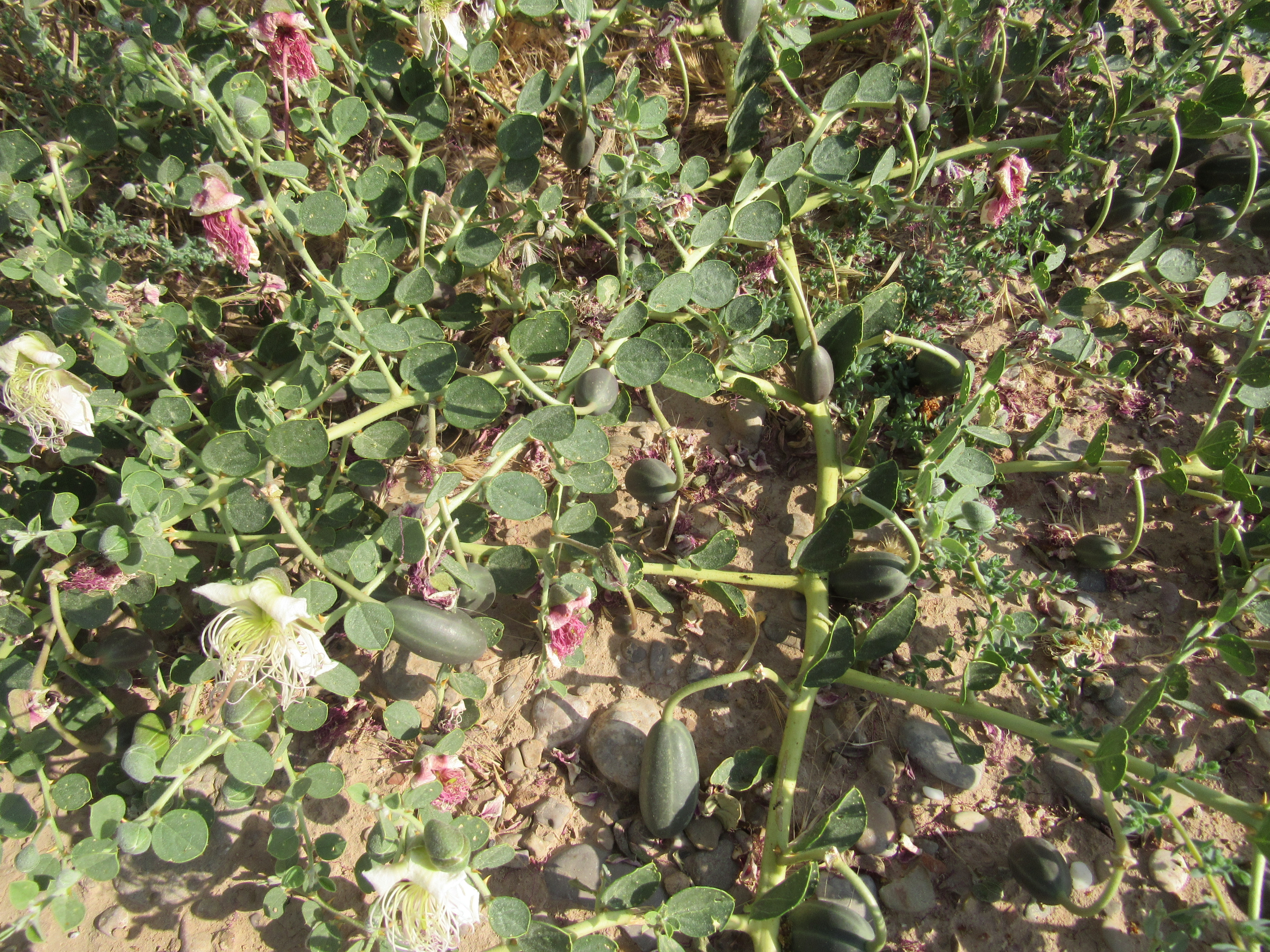
چول کده یا هندوانه ابوجهل یا کبر از گیاهان دارویی روستای زالی

به غیر از درختان ارس که در بلندی‌های شاه جهان، و کوه شاه حسن و به‌طور پراکنده قابل مشاهده می‌باشد، اغلب از درختان پسته، انار، زبان گنجشک، زرشک، ارغوان و انجیر وحشی، بومادران، استاقدوس، قسنی، کتیرا، گون ،قوق ،سیقر قوروقو، ورگ و غیره… تشکیل شده‌است.

#### پوشش گیاهی بخش دشتی

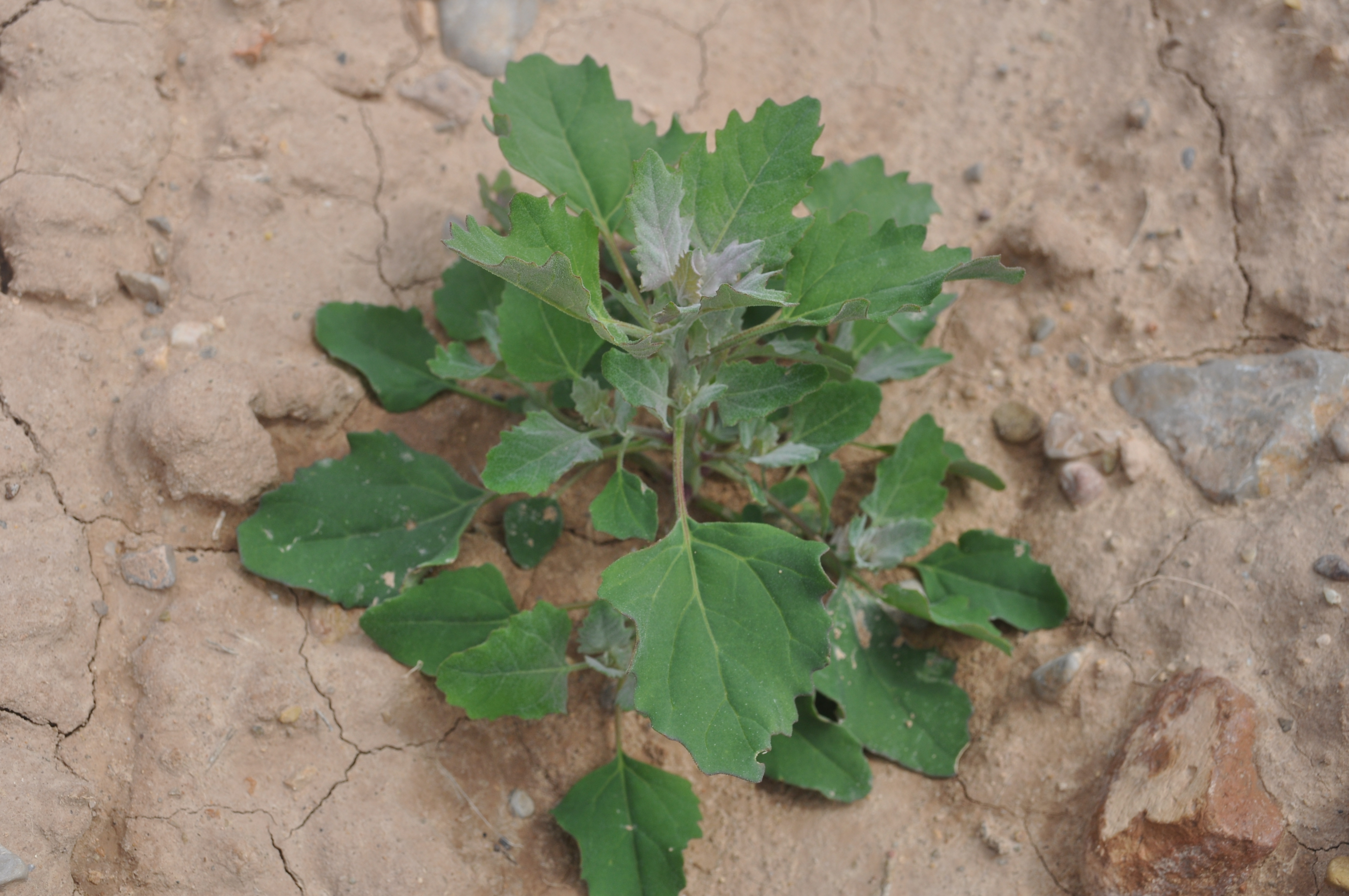
. گیاهی است از خانواده اسفناجیان(chenopodiaceae) و یکساله با ساقه‌های ایستا و انشعابات فراوان که غالباً دارای خطوط صورتی یا بنفش هستند. از این گیاه ساکنان روستای زالی برای تهیه غذایی به عنوان شوربا استفاده می‌کنند..

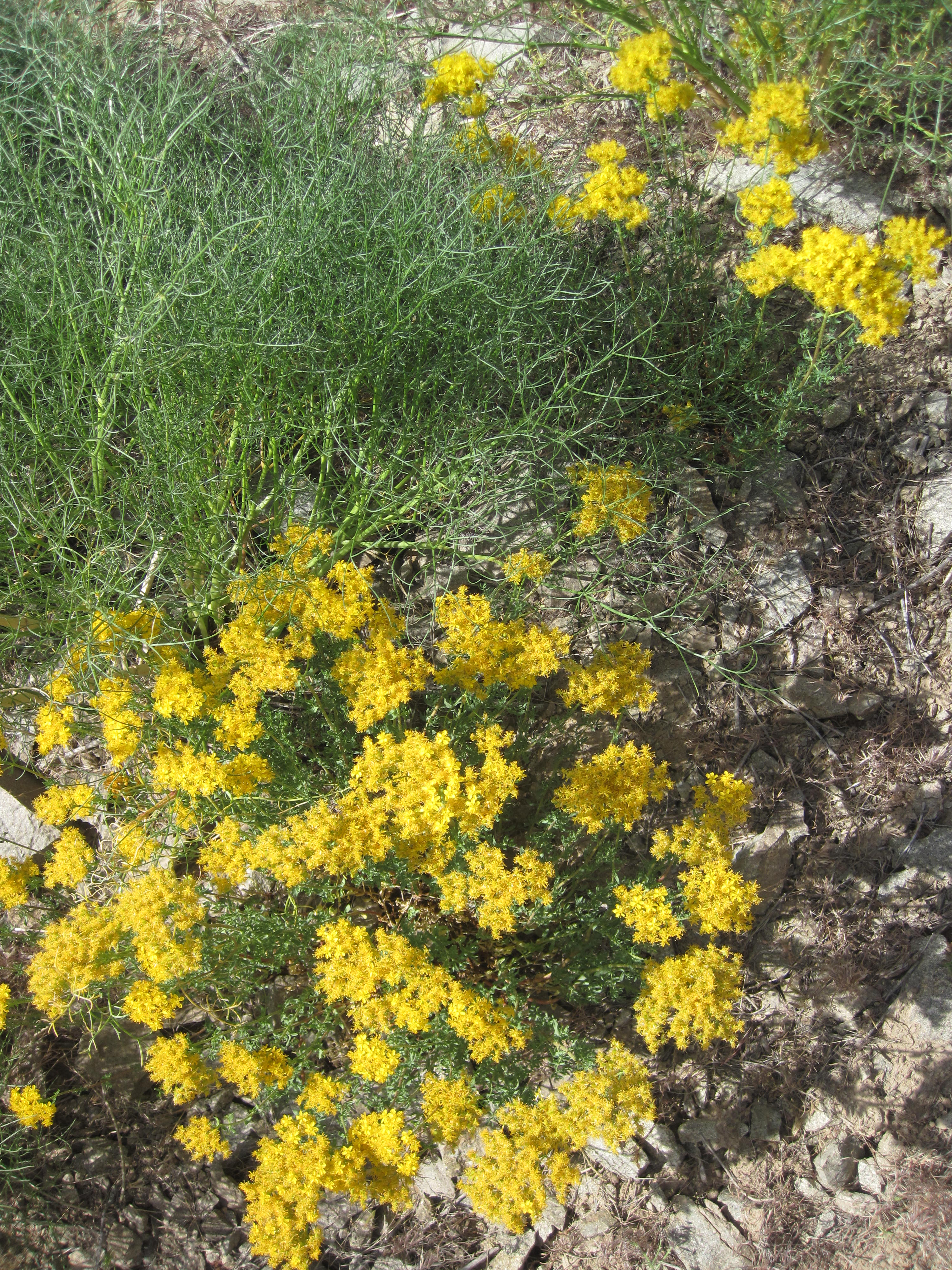
پوشش گیاهی روستای زالی، ۱۳۸۹

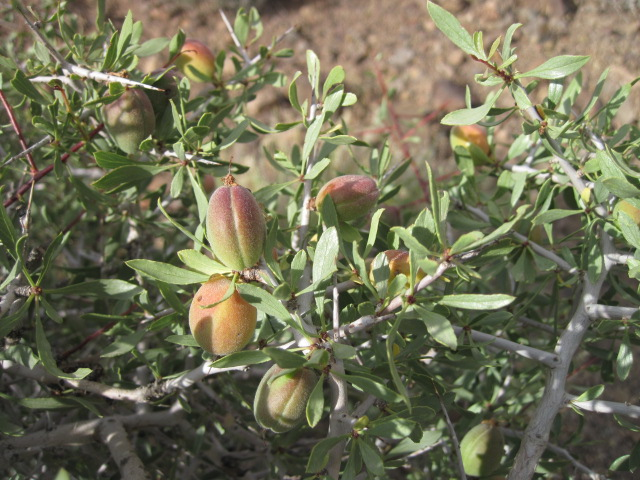
نمونه‌ای از درختچه بادام‌چاهی از پوشش گیاهی روستای زالی

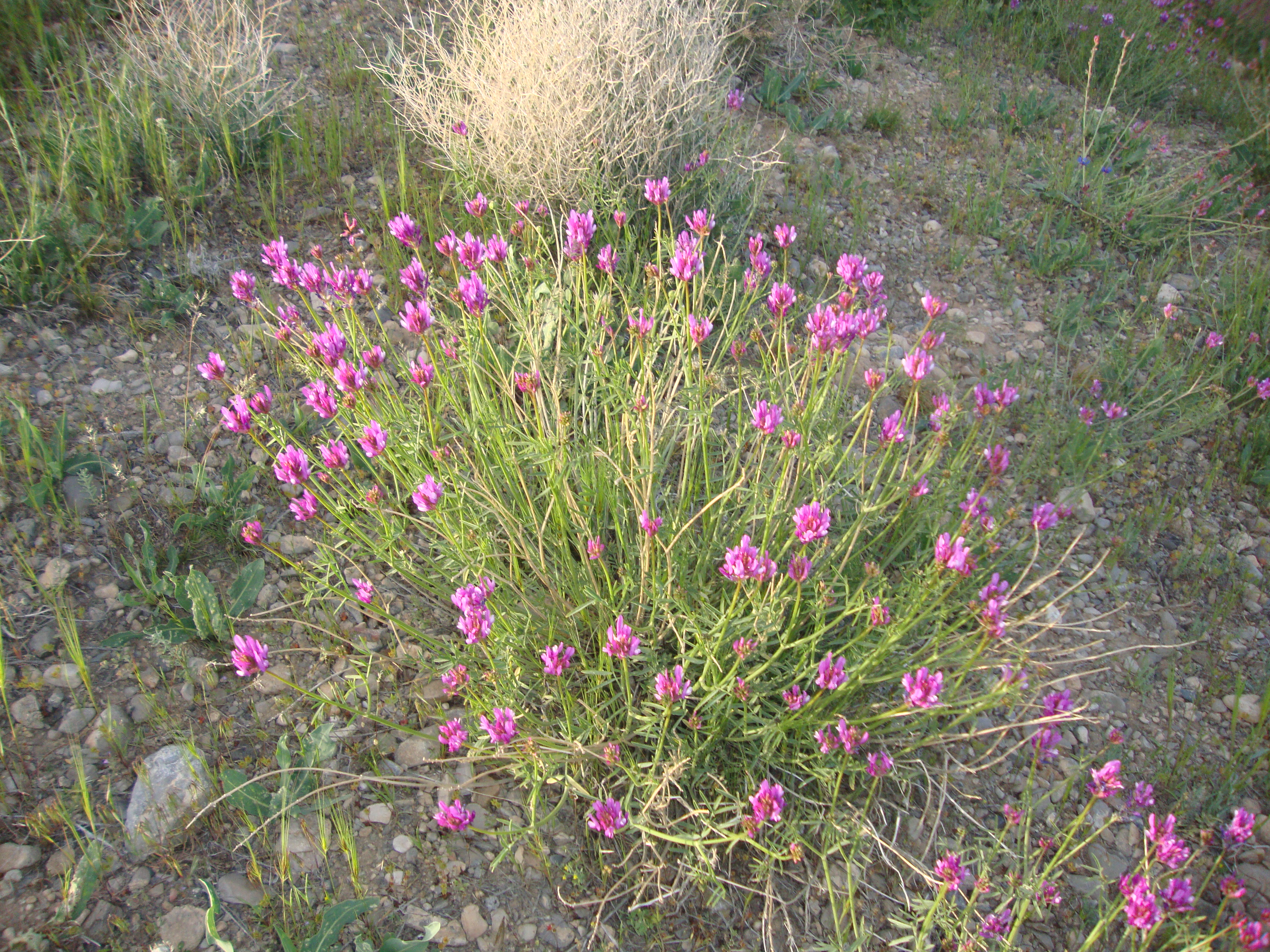
نمونه پوشش گیاهی روستای زالی۱۳۹۱

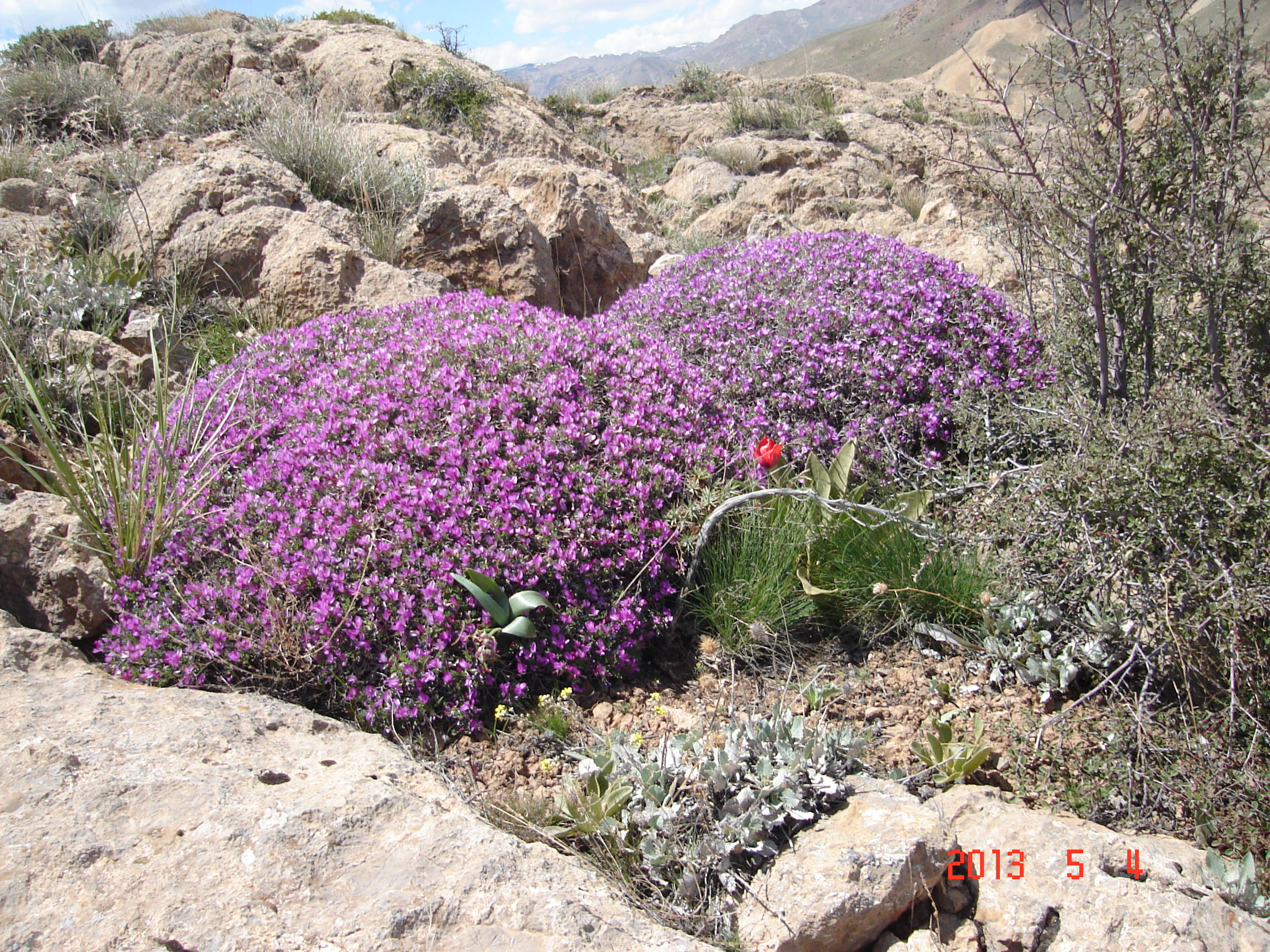
گون از پوشش گیاهی ارتفاعات کوه ه‌های تجری واقع در روستای زالی

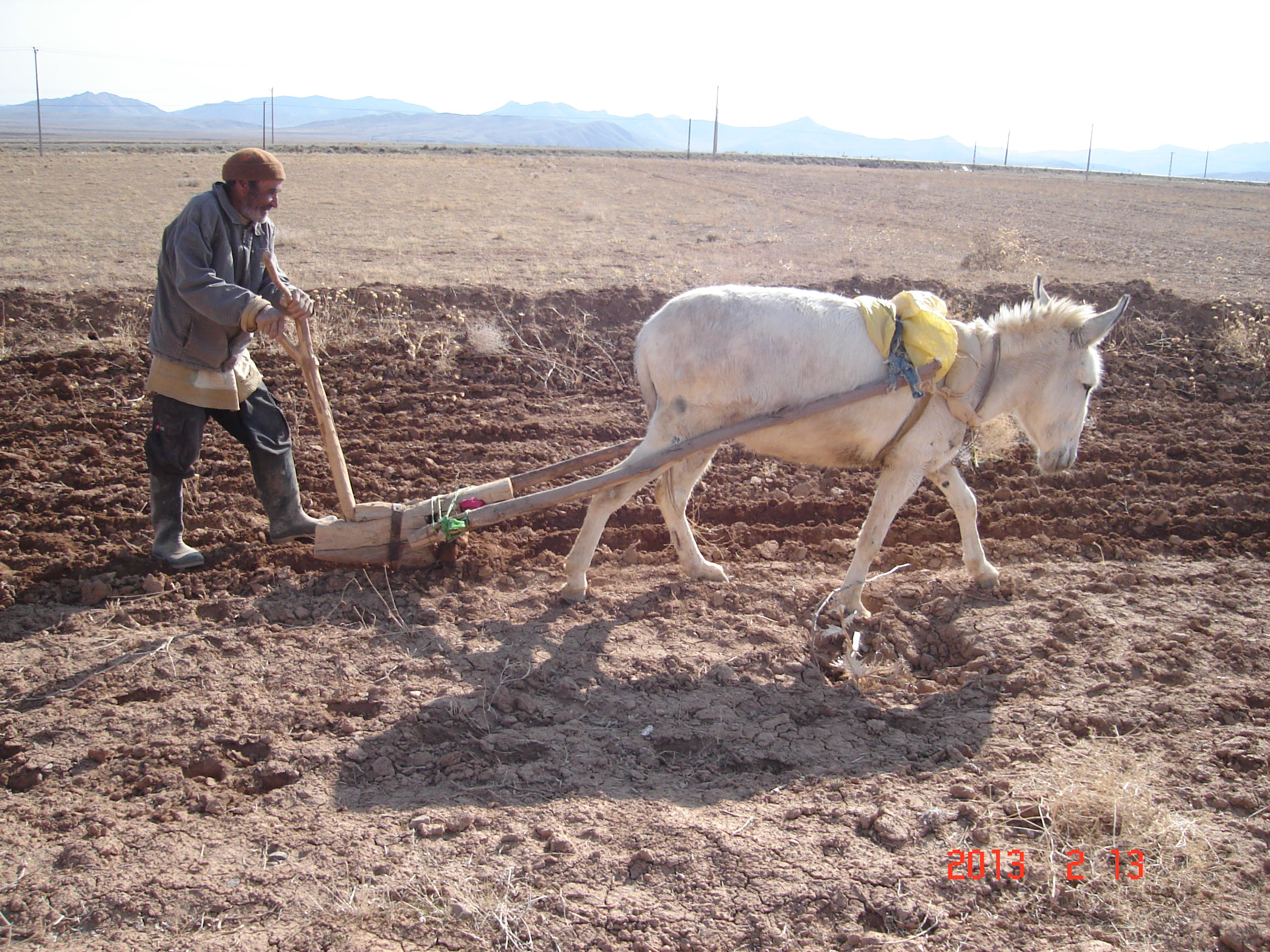
شخم زمین به روش سنتی در روستای زالی

این بخش به دلیل قرار گرفتن در شرایط آب و هوایی گرم و داشتن زمین‌های رسی دارای گیاهانی چون پیاز کوهی، درمنه، خارشتر، بارهنگ، اسپند، قارچ، پونه، تلخه، سلمه، تشنگ، قیزآلاق، هاجار، سیقر دیلی، سودلوگن، کنگر، قوزو قولاق، قیزگولو، بایرام بیو، یل قودو، یاپوش قان، قوق تشکیل می‌دهد.

## آب و هوا

درخت آلو قرمز واقع در روستای زالی

آب و هوای روستای زالی مرطوب با تابستان‌های گرم و زمستان‌های سرد و نسبتاً مرطوب است. درجه حرارت هوا در گرمترین موقع سال در ماه‌های مرداد (برج اسد) و شهریور (برج سنبله) تا ۳۵درجه سانتیگراد می‌رسد و بارش باران به صورت پراکنده از ماه اردیبهشت (برج ثور) تا دی ماه (برج جدی) است.

## جانوران منطقه
حیوانات: از مهم‌ترین حیوانات که در روستای زالی شناسایی شده می‌توان به روباه، گرگ، خوک، جوجه تیغی، آهو، موش اشاره کرد. ا
پرندگان: از مهم‌ترین پرندگان که در روستای زالی شناسایی شده می‌توان به کلاغ ابلق، جغد، زنبورخوار، دم‌جنبانک، قرقی، عقاب اشاره کرد.

## کشاورزی

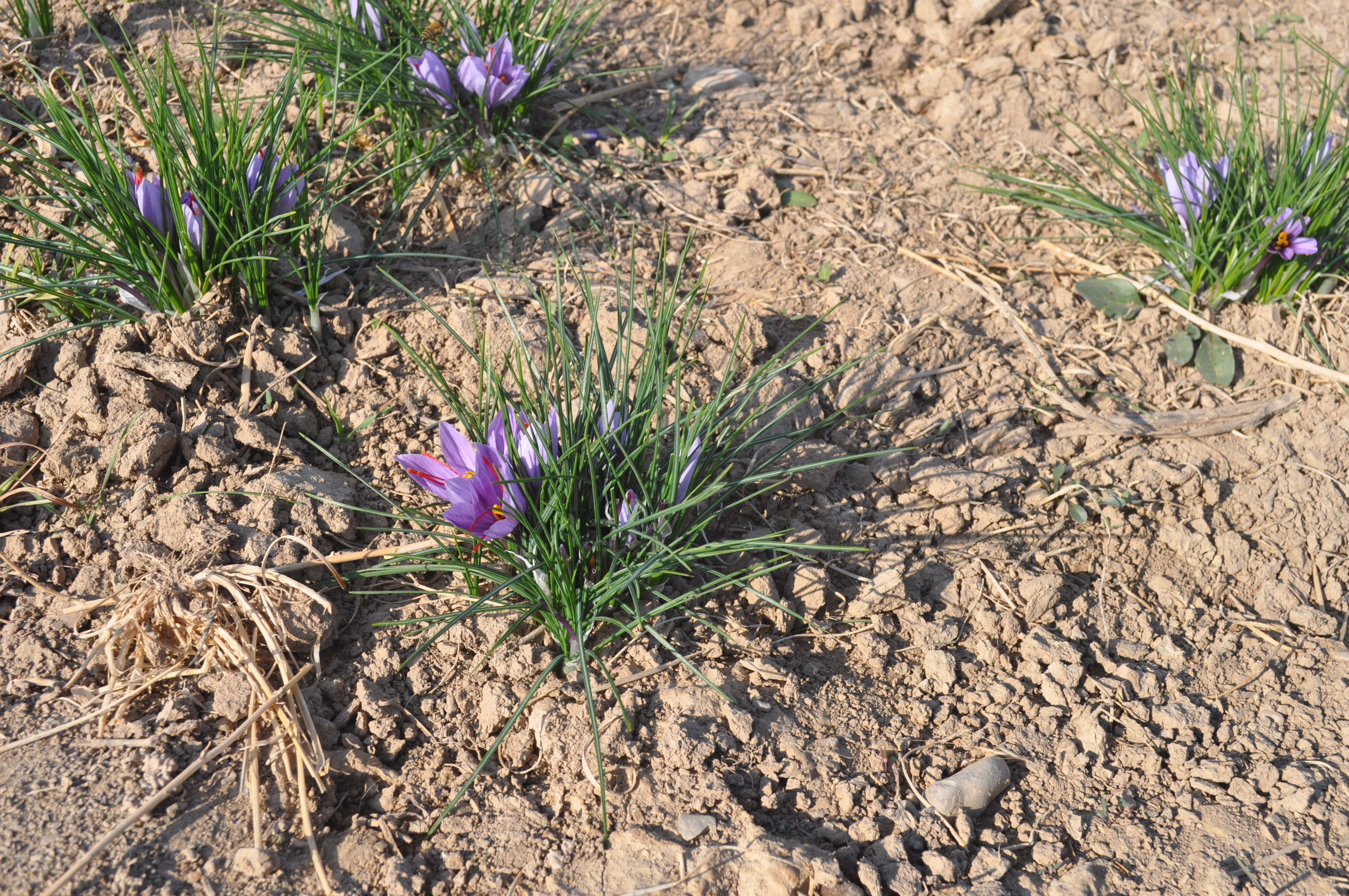
کشت زعفران در روستای زالی توسط فرزاد وحیدی

گندم ابی از محصولات زراعی روستای زالی

یکی از مشاغل عمده در این روستا کشاورزی می‌باشد. برای آبیاری زمین‌های کشاورزی یکی از روش‌های آبیاری استفاده از قنات می‌باشد. به همین منظور از زمان‌های دور در ضلع شمالی این روستا در مجاور رودخانه قنات‌های حفر نموده‌اند.
از مهم‌ترین محصولات باغی این روستا می‌توان به 'بادام - گردو – انگور – زردآلو - هلو و از محصولات زراعی می‌توان به گندم - جو- نخود-عدس - هندوانه دیم اشاره کرد.

## دامپروری

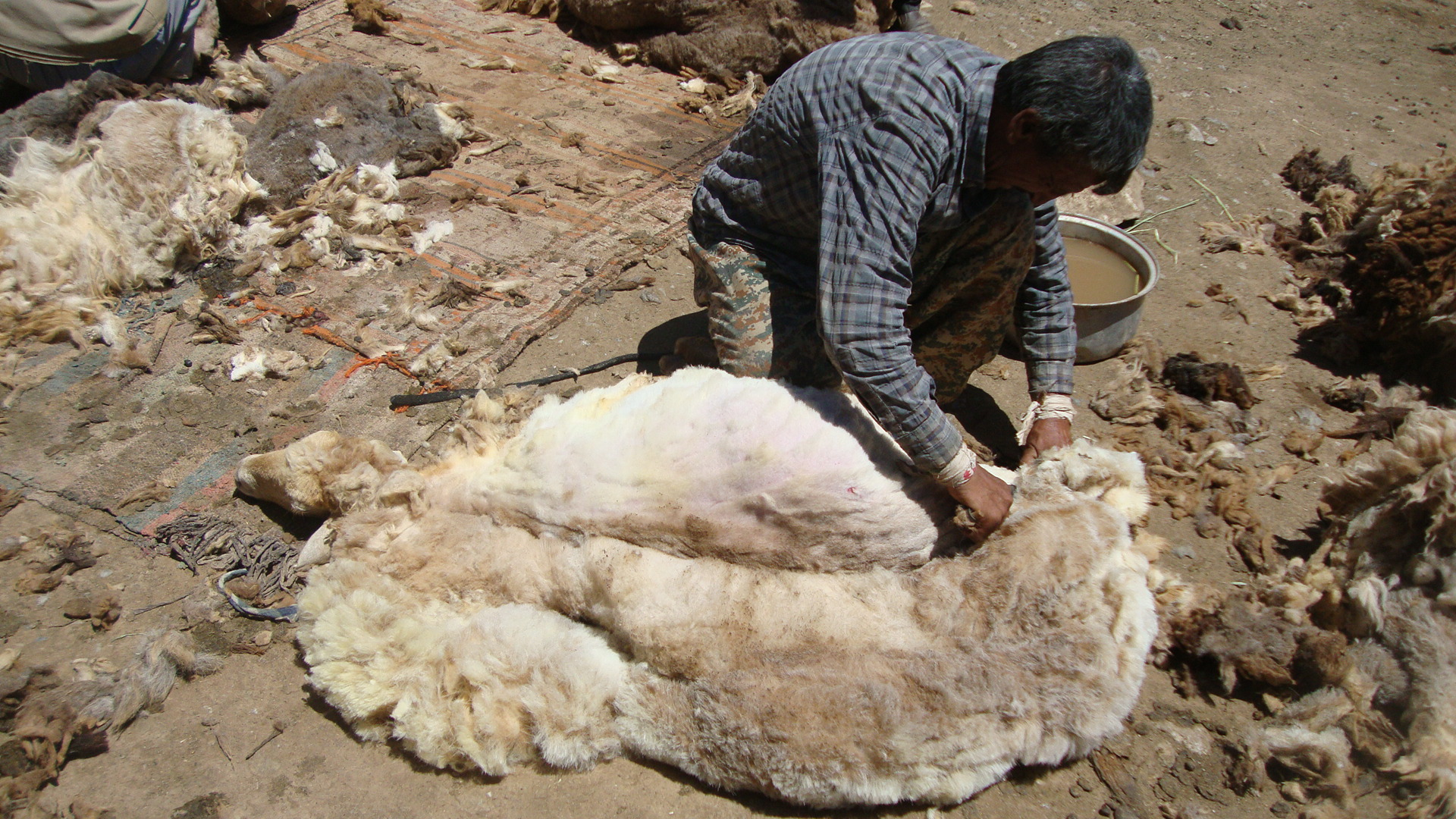
روش پشم گرفتن گوسفند در روستای زالی

در کنار کشاورزی یکی از مشاغل مهم دامپروری است. در این روستا حدود ۵۰۰ راس گوسفندو بز و ۵ راس گاو نگهداری می‌شود.

## مردم‌شناسی

### جمعیت
این روستا ۱۸ خانوار و ۸۱ نفر جمعیت دارد.

### نژاد و زبان
مردم این روستا از نژاد ترک و تیره بغایری هستند. که در زمان حمله هولاکوخان به ایران از منطقه قراقوم ترکمنستان به این منطقه کوچ داده شدند و زبان آن‌ها ترکی است.

### باورهای مردم روستا
اعتقاد به جادو و فال:
منظور از سحر تمام فنون عجیب است. چه با عوامل طبیعی (شعبده بازی) و چه با عوامل غیرطبیعی. چه توسّط خود ساحر، چه توسّط نماینده‌ای از جن کافر (کهانت). بنا به گفته قران در سوره بقره جادوگری توسط شیاطین از زمان حضرت سلیمان رواج یافت چنان‌که شیاطین برای اختلاف و جدایی انداختن و بروز انواع فتنه‌ها به مردم جادو را آموزش می‌دادند که خداوند دو ملک به نام‌های هاروت و ماروت را مأمور ساخت تا راه مقابله با جادو را به مردم یاد دهند خداوند دربارهٔ جادو می‌فرماید: این کار هیچ سودی ندارد و جادوگر کافر و مخلد در جهنم است.
در روستای زالی اعتقاد به جادو بسیار ریشه دار و عمیق است و کمتر کسی را در روستا می‌توان یافت که اعتقادی به جادو نداشته باشد؛ مثلاً اگر دختر و پسری که تازه باهم عروسی کرده‌اند - طبیعی است باهم در اوایل زندگی اختلاف نظر و سلیقه داشته باشند مخصوصاً ازدواج در سنین پایین – اختلافی بینشان به وجود آمد، در روستا می‌گویند آن‌ها را جادو کرده‌اند و به دنبال کسانی می‌روند که فال گیر و دعانویس و … باشد. این اعتقاد خرافی باعث شده عده‌ای از اهالی هزینه‌های زیادی در این راه متحمل بشوند.
«دوشر و دوشمز»:
این اعتقاد در بین اهالی روستا بدین معنی است که مثلاً گرفتن، خریدن یا آوردن فلان چیز برای خانواده ما خیر و برکت می‌آورد (دوشر) و فلان چیز موجب ضررو زیان برای ما می‌شود (دوشمز).
مثلاً بعضی از اهالی روستا بر این باورند که آوردن بزی به طویله، که نمی‌تواند تولید مثل کند برای خانواده ما موجب ضررو زیان می‌شود و آوردن آن باعث می‌شود اتفاقی خاصی برای خانواده بیفتد و به اصطلاح می‌گویند «قیسیر گچی بیزه دوشمز».

## بازی‌های محلی
لاپان: در این بازی که بین دو شخص صورت می‌گیرد یکی از قدیمی‌ترین بازی‌های روستا محسوب می‌گردد و امروزه منسوخ گردیده‌است ابتدا هرکسی مقداری چانه گل ورز داده شده را به صورت مساوی برداشته و پس از آن داخل این گل را با انگشت گود و مشابه یک ظرف توخالی درست کرده و به صورت برعکس برزمین کوبیده و در اثر برخورد به زمین و ایجاد هوا در بخش فرورفته باعث باز شدن یک سوراخ در قسمت خارجی گردیده و شخص دیگر می‌بایست به اندازه قسمت سوراخ شده چانه گل به شخص پرداخت نماید و به این صورت گل شخص اضافه گردیده و با ایجاد یک چانه گل دیگر که فرورفتگی آن زیاد است با ضربه زدن به زمین باعث موفقیت بیشتر او در گل‌گیری می‌گردد و با این روند گل شخص دیگر تمام و سوخت می‌شود.

## ساز محلی

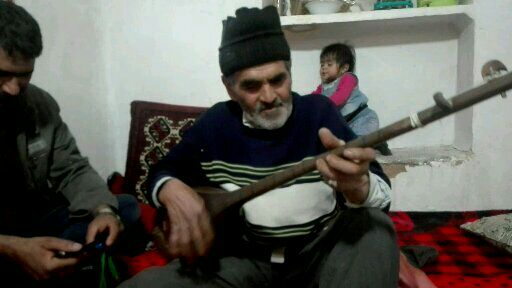
پیریحیی زالی دوتار زن معروف منطقه بام و صفی‌آباد ساکن روستای زالی

از مهم‌ترین و شاخص‌ترین سنت‌های محلی که این روستا را نسبت به روستاهای دیگر از اهمیت ویژه ای برخوردار نموده وجود ساز سنتی از نوع دوتار با ترانه‌های محلی است که توسط استاد پیریحیی زالی نواخته می‌شود.

## پوشاک

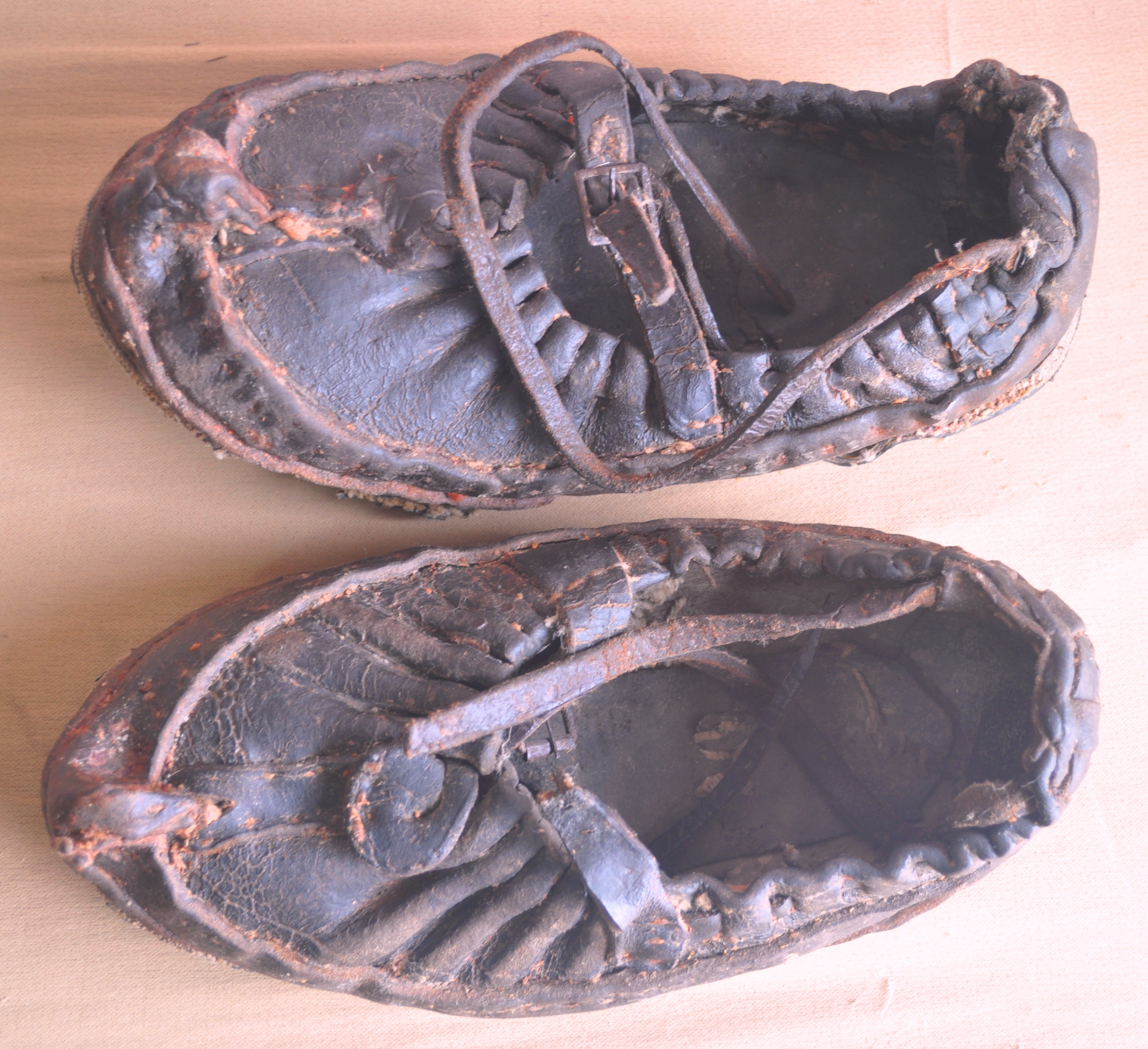
کفش چارق یکی از قدیمی‌ترین کفش‌های مردم ساکن در روستای زالی است که از چرم گاو ساخته می‌شد.

در گذشته ساکنین این روستا تمام لباس‌هایشان را از پوست و پشم حیوانات تهیه می‌کردند و هرکدام یک اسمخواص داشت که عبارت بودند از:
بند شلوار): بند شلوار را از پشم گوسفند می‌بافند و منگوله‌های در دوسر آن می‌نهادند.
«کولتَ» کلاهی است نمدی از پشم سفید که به چندین شکل با تزئینات مختلف می‌بافتند.
«ساقْ پا» نواری است پهن و بلند و پشمی که از مچ تا زیر زانو می‌پیچند.
زیر شلواری) از متقال یا پارچه‌های ارزان قیمت دوخته می‌شود.
«پُستون» جلیقه‌ای است از پوست گوسفند که بیشتر مردها در زمستان از آن استفاده می‌کنند، آستین بلند و از شانه به سمت مچ دست باریک می‌شود اما قسمت جلوی آن بدون قلاب یادکمه است. برای بستن جلوی سینه از قوشاق، یعنی دستاری که به دور کمر می‌پیچنداستفاده می‌شود.
«کپنک» لباس است از نمدکه بیشتر چوپانان این روستادر فصل زمستان از آن استفاده می‌کنند.
«چارق، «چارق یک نوع کفشی است که از پوست گاو ساخته می‌شود که بندها و تسمه‌های بلند دارد و بندهای آن به ساق پا می‌پیچد و ساکنان این روستاتاحدود۲۰ سال قبل از آن استفاده می‌کردند.

## ضرب‌المثل‌ها
آدمی یِرَ باخانِننَن قوروخ، سووی آخارباخارِننِن.
Âdəmiy yerəbaxanonnən qorox᾽soviy âaxarbaxaronnən
ترجمه: ازآدم حای سر به زیر و از آبی که آرام جاری می‌شود بترس.
کاربرد: آدم حای ساکت خترناکند.
آیه دئ یر چئخمه من بارم
Âayə dey çexmə ke barəm
ترجمه: به ماه مه گوید طلوع نکن که من هستم.
کاربرد: طرف خیلی زیباست.
اردبیلده قورد آزودو، بیرئ یم گمئ یه میندئ گلدئ
Âərdəbildə qurd âazodo biriyəm gəmiyə minde gəlde
ترجمه: در اردبیل گرگ کم بود، یکی هم به کشتی‌سوار شد آمد.
کاربرد: برای کسی که ناخوانده جایی حاضِر شود.
ائز کئچه ئ آچه یئری سالئمئ نن یئکدئ
Âez kiçəy şəlle âaçə yerey salelennən yegde.
ترجمه: دختر لنگ کوچهٔ خودت از دختر سالم، دور بهتر است.
کابرد: در مورد اهمیت ازدواج با نزدیکان
ائرتررم قئزی، گئرمه ررم ائزی
Âerterəm qeziy٫ germerəm Âiziy.
ترجمه: دخترت را می‌برم، صورتت را نمی‌بینم.
کاربرد: در مواردی که طرف زن و شوهر با هم اختلاف دارند، طرف شوهر این ضرب‌المثل را به کار می‌برد؛ یعنی بابردن دختر رفت و آمدها قطع می‌شود
اَششَگه پالن ساخ لی، اوردونو یالن.
Âəşşəge palən saxliy ٫Âordono yalən.
ترجمه: خر را پالان نگه می‌دارد و لشکر را دروغ.
کابرد: مردم را باید با دروغ در صحنه نگه داشت.
دراهمیت تبلیغات دروغ است، برای تقویت روحیهٔ مردم یا لشکر.
عقل کئ کلله ده اولمه سئن، جان عذاب ده دئ
Âəql kəllədə âolməsen can âəzzabdəde.
ترجمه: عقل در سر نباشد، جان در عذاب است.
- در مورد آدم‌های نادان که در اثر بی عقلی خود را دچار درد سر می‌کنند.
اگر یئنگه دن قئز اولم بیله م نه جئر گلین اولئم
Âəgər yengedən qez âoləm billəm nəcer gəlen âoləm
ترجمه: اگر دو باره دختر شوم می‌دانم چگونه عروس شوم.
کاربرد: کار از کار گذشته‌است.
اگرئ کاسه دولمئ یه
Âəgre kasə dolmiy.
ترجمه: کاسهٔ کج پر نمی‌شود. (برابر با:بارکج به منزل نمی‌رسد)
کاربرد: آدم‌های بد موفق نمی‌شوند.
پیچاق دستسنه کسمس = چاقو دسته اش را نمی‌برد.
یورقانوا گورآیاقو اوزات = به اندازه لحافت پایت را دراز کن.
سن مُنون دگرمّننده یون ادمبدرن = تو در آسیاب این آرد نکرده‌ای.
سن مُنون یُپُنن چاها گیدمَ= تو با طناب این به چاه مرو.
مُنون گوهانو یرن آستوننان گِدی = گاوآهن این شخص از زیر زمین می‌رود.

## معادن
معدن گچ :این معدن در شمال غرب روستا و در ۶۰۰ متری غرب تجری علیا قرار دارد در گذشته تا ۱۰ سال پیش مردم روستا جهت سفید کردن خانه از گچ این منطقه که به صورت ورقه‌ای است استخراج می‌کردند.
معدن گل رس قرمز:
این معدن در غرب روستا و در کلات تجری سفلی قرار دارد در گذشته و امروزه مردم روستا جهت درست کردن کندو و تنور از خاک این تپه به صورت خاک رسی چسبناک و قرمز رنگ می‌باشد استفاده می‌کنند.

## مشاغل
مشاغل عمده روستا شامل: زراعت، باغداری، دامداری و کارگری است.

## جاذبه‌های گردشگری
زرشک نذری داشخانه: این زرشک در۲ کیلومتری شمال روستای زالی از توابع بخش بام و صفی‌آباد شهرستان اسفراین قرار گرفته‌است این درخت در پایکوه‌های ارتفاعات شاه جهان، میان زمین‌های بایرو درکناره راه مالرو قدیمی روستای جهان به روستای کوشکندر و در حدود ۲۰ متری شرق رودخانه داشخانه (نهاجرد) قرار گرفته‌است. دور تنه درخت حدود ۲ متر و ارتفاع آن از سطح زمین به حدود ۲۰/۳ متر می‌رسد طول گستردگی درخت در جهت شرق - غرب در حدود ۵/۴ متر و در جهت شمال و جنوب نیز به حدود ۵ متر می‌رسد این درختچه یکی از محبوبترین و شناخته شده‌ترین درختچه‌های نذری منطقه‌است که هرساله افراد زیادی برای نذری دادن و برآوردشدن حاجتشان به این بخش می‌آیند.

### آثار باستانی
- محوطه داشخانه
- تپه قلعه کهنه تجری

## نگارخانه

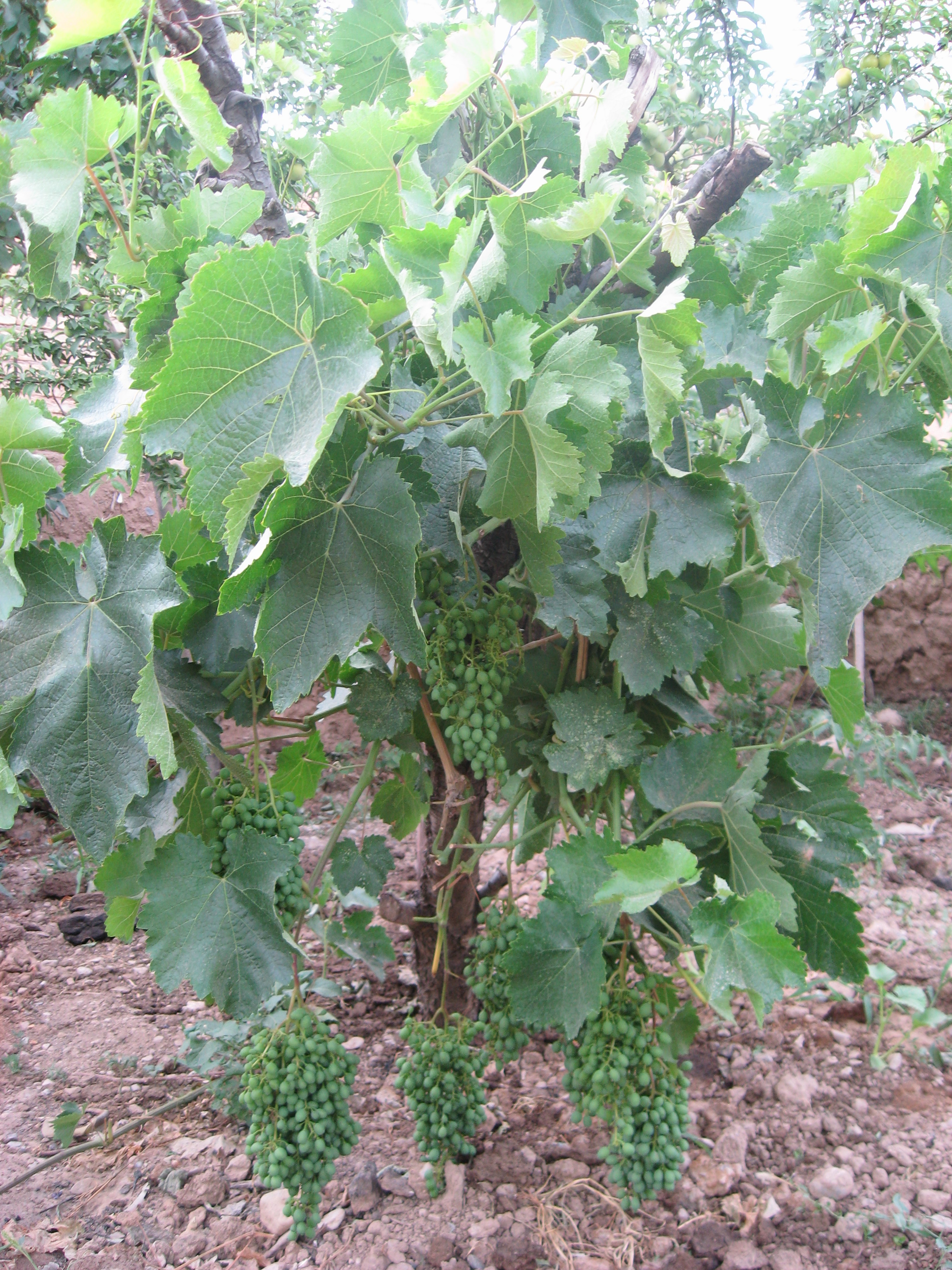
خوشه‌های انگور درروستای زالی
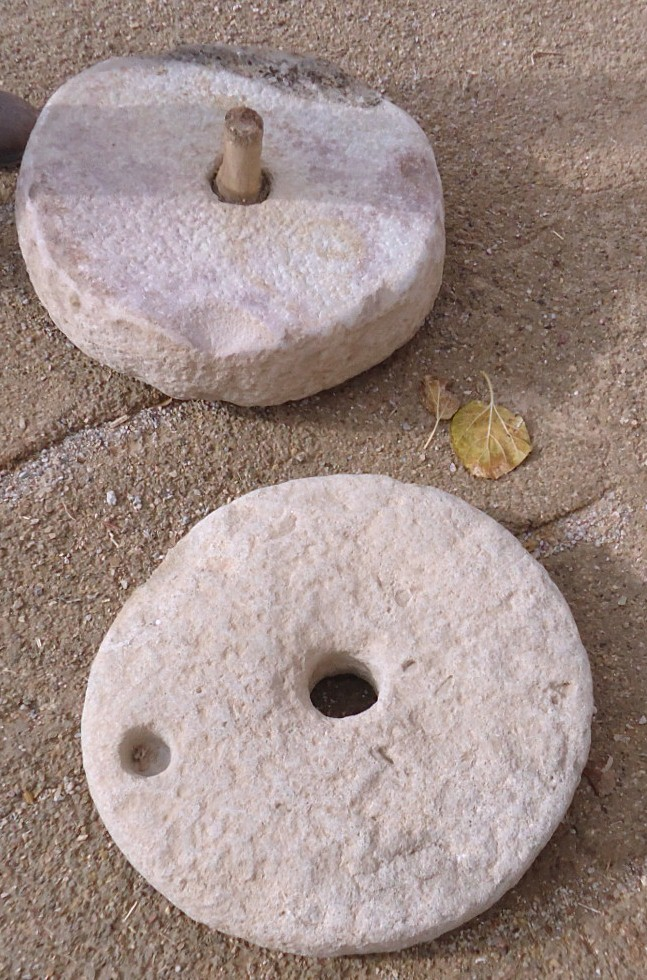
خراس سنگی جهت تولید آرد
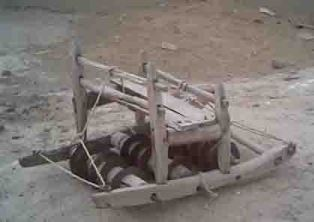
از این چر جهت کوبیدن خرمن گندم و جو در گذشته مورد استفاده می‌شد.
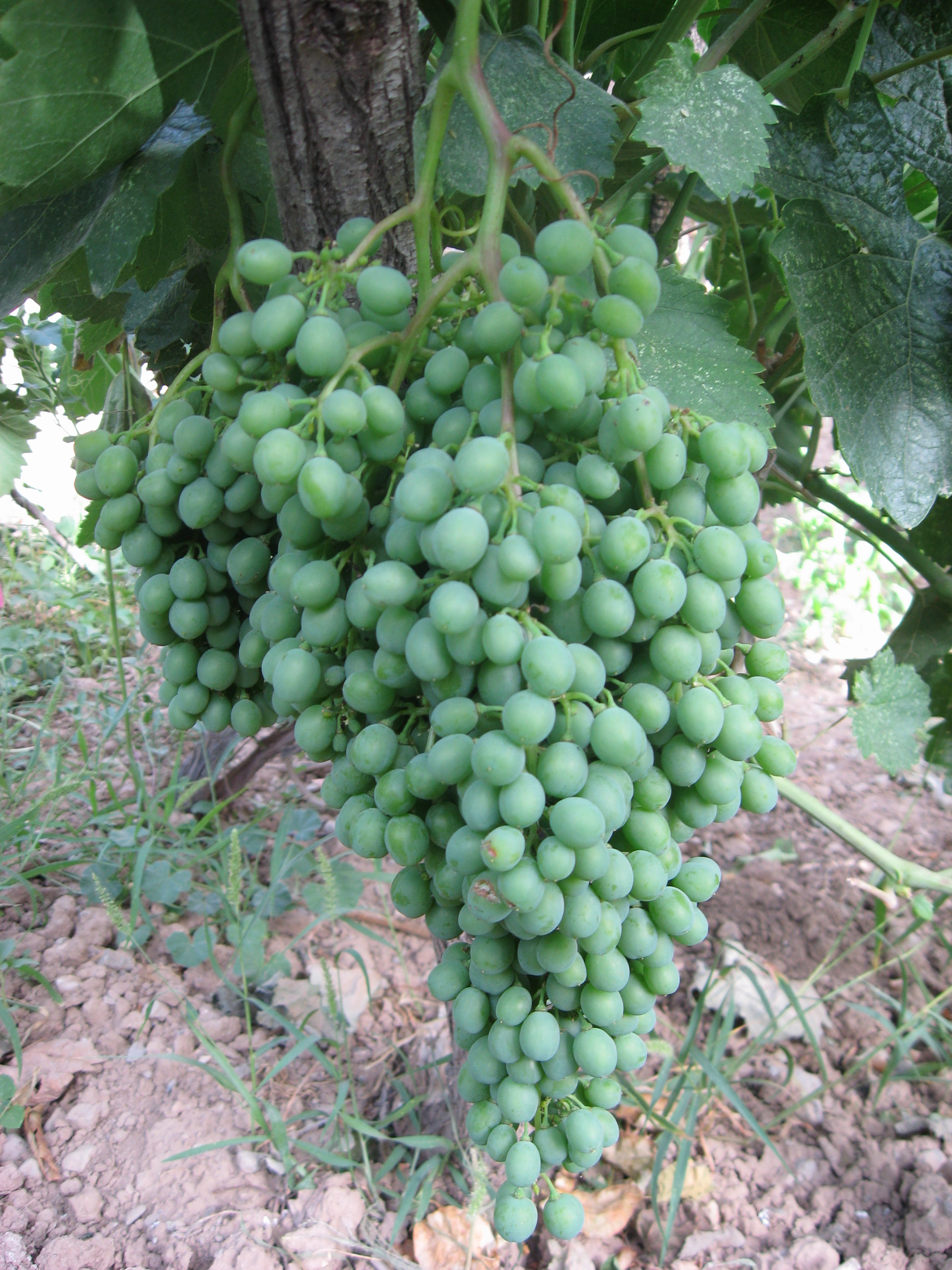
انگور از نوع دیوانه از محصولات درختی روستای زالی
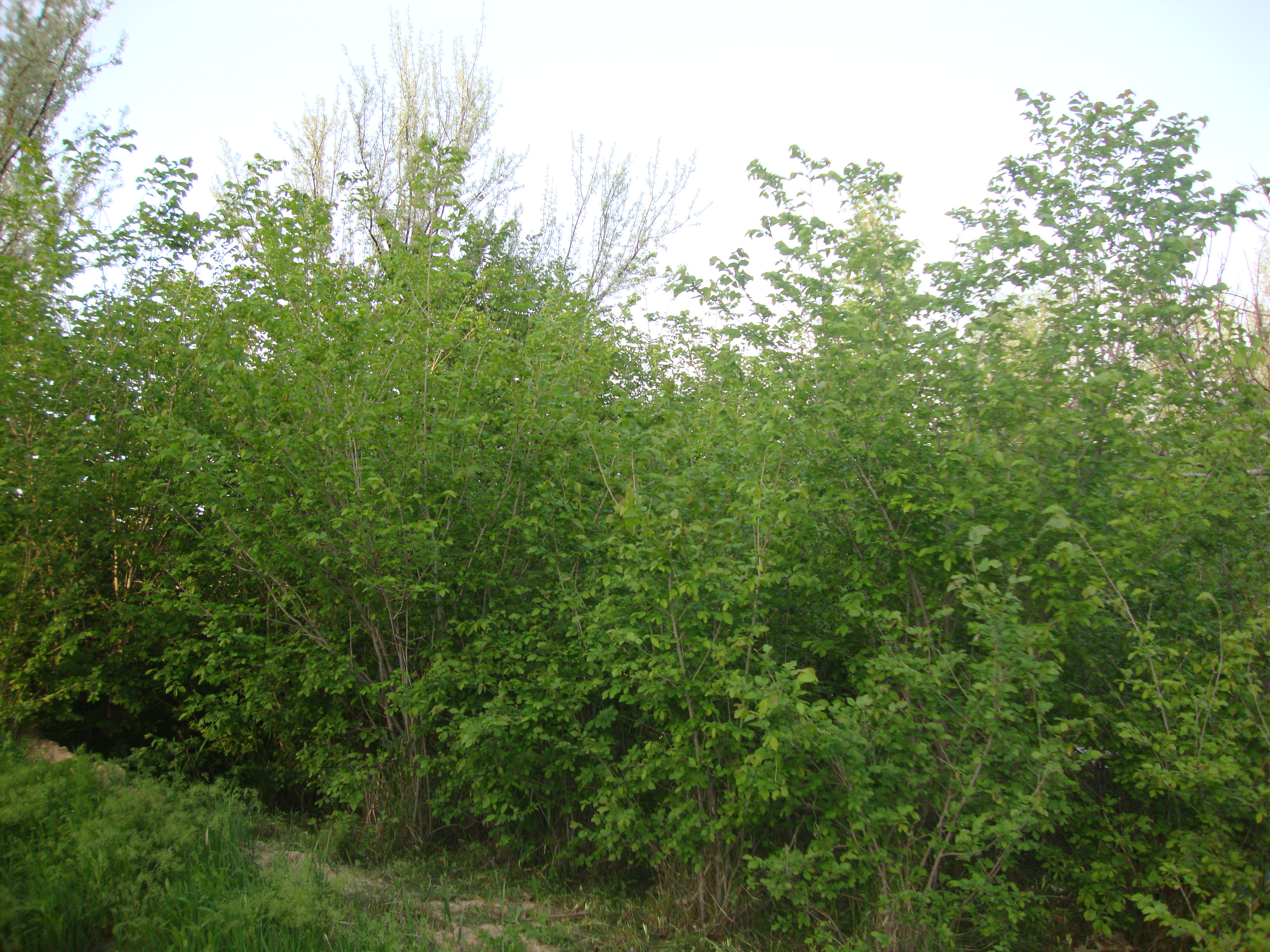
پوشش درختی روستای زالی
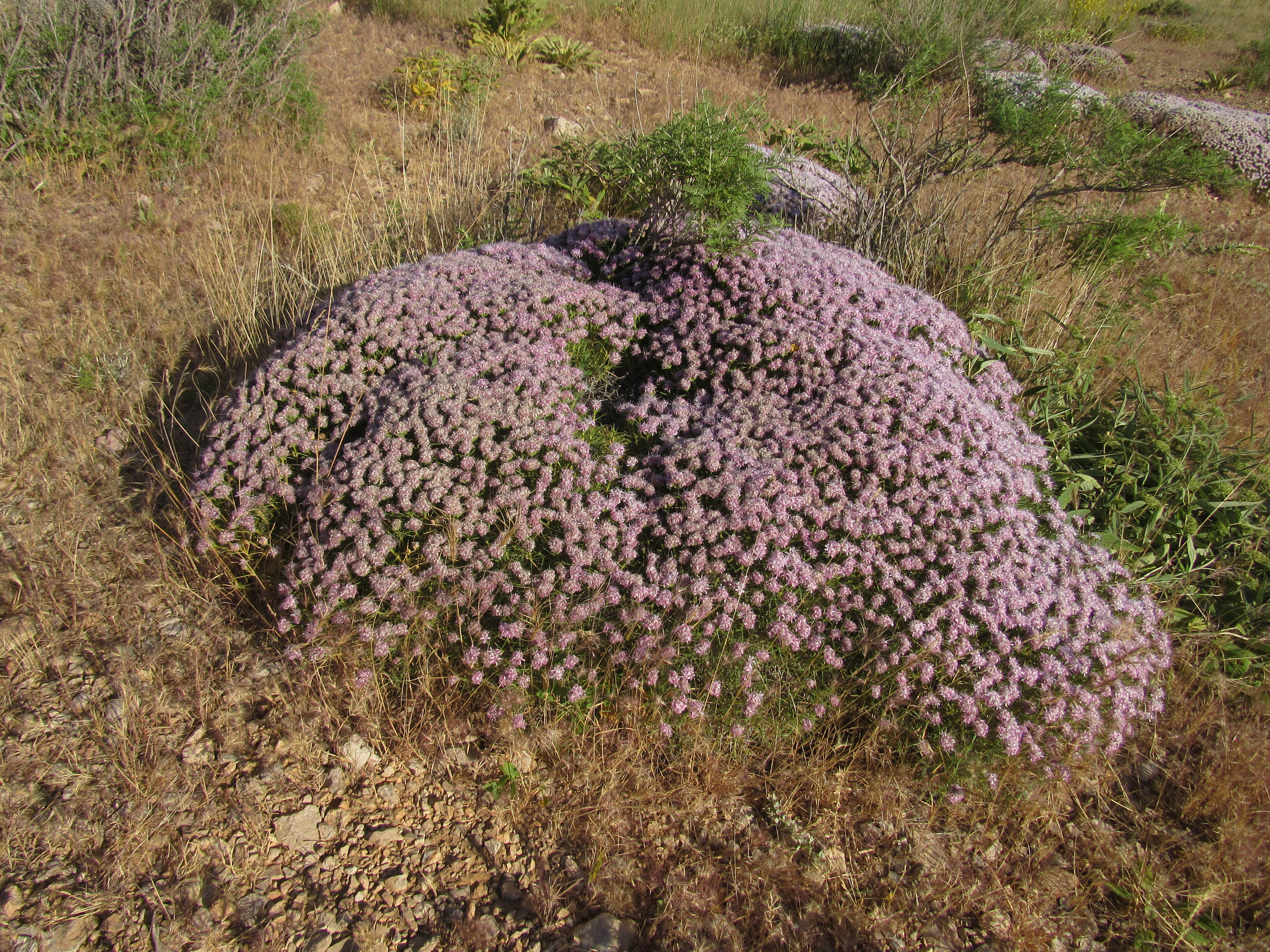
گون از پوشش گیاهی ارتفاعات روستای زالی
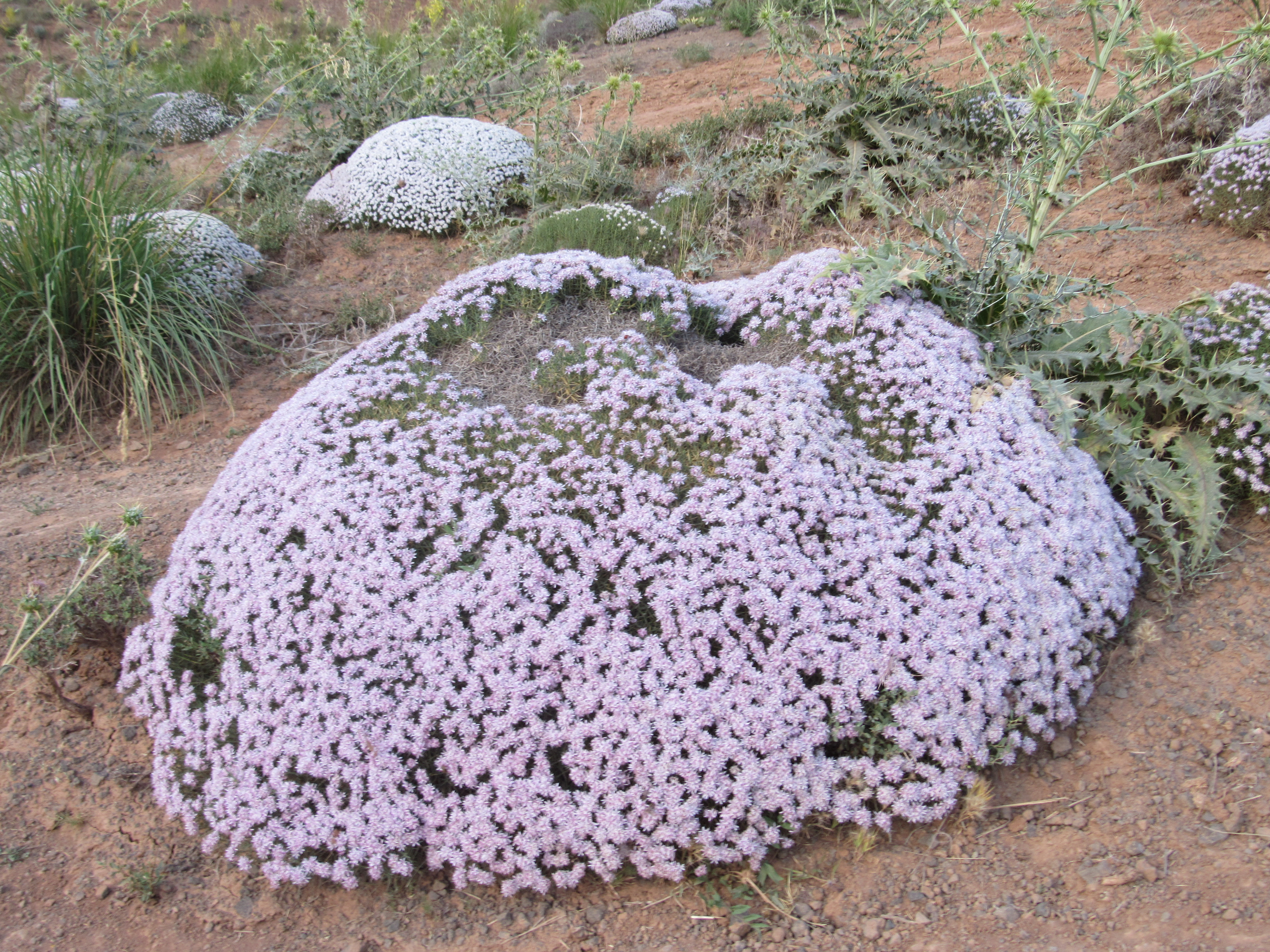
گل دهی گون در ارتفاعات روستای  زالی
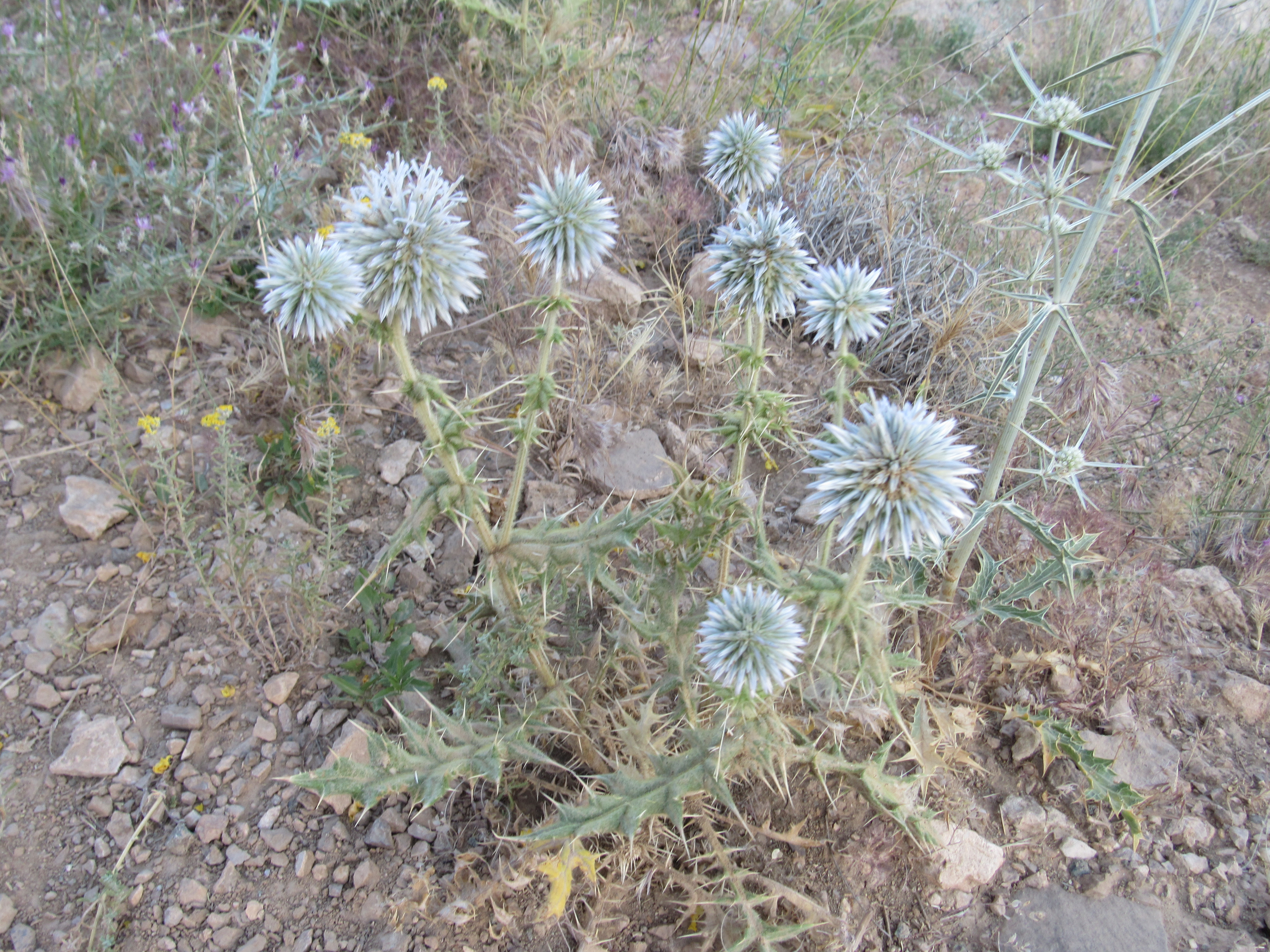
شکرتیغال از پوشش گیاهی و دارویی ارتفاعات روستای زالی  ۱۳۹۸
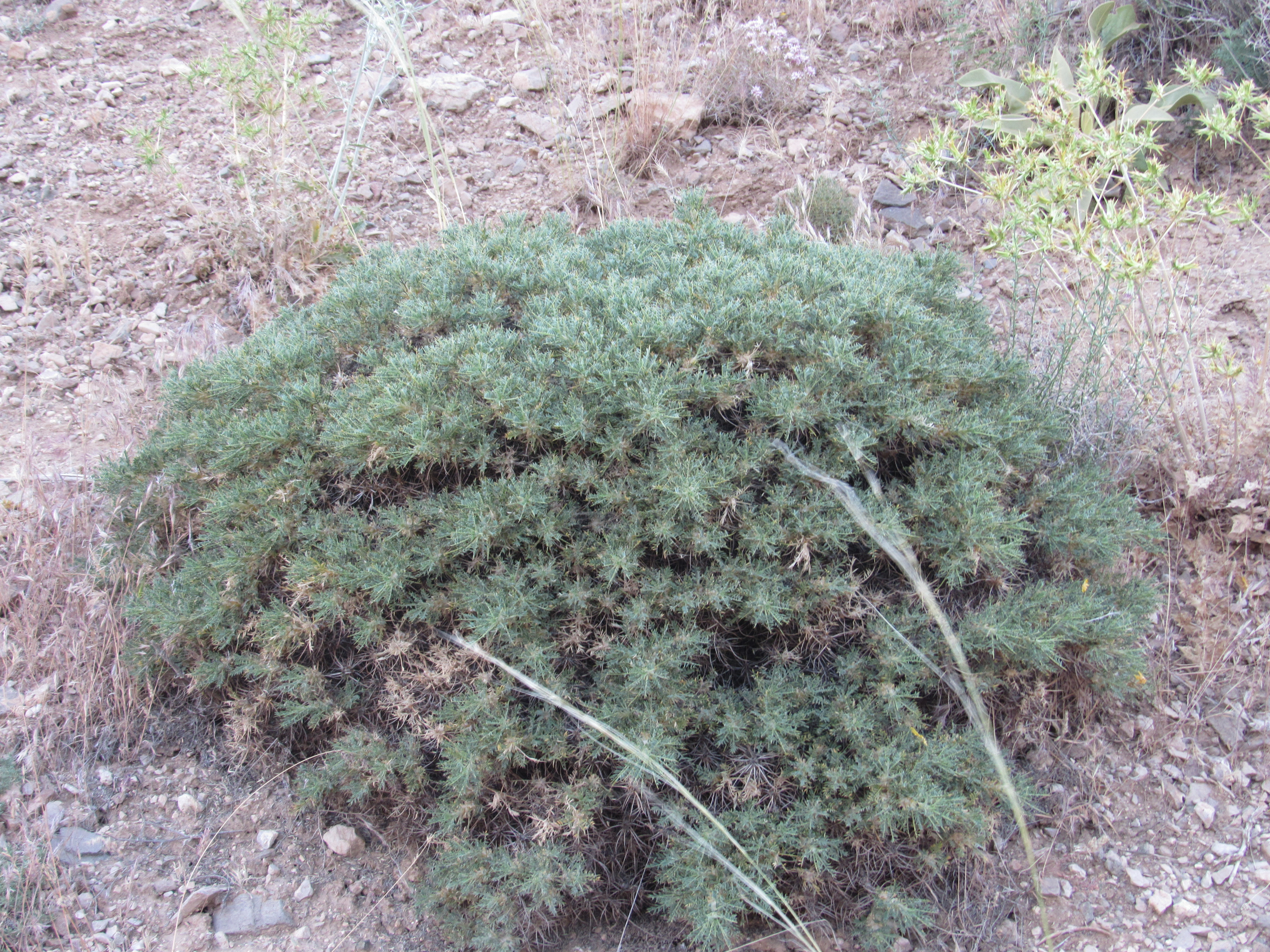
گون زرد دارای صمغ کتیرا  ۱۳۹۸
گل ماهور از پوشش گیاهی روستای زالی ۱۳۹۸
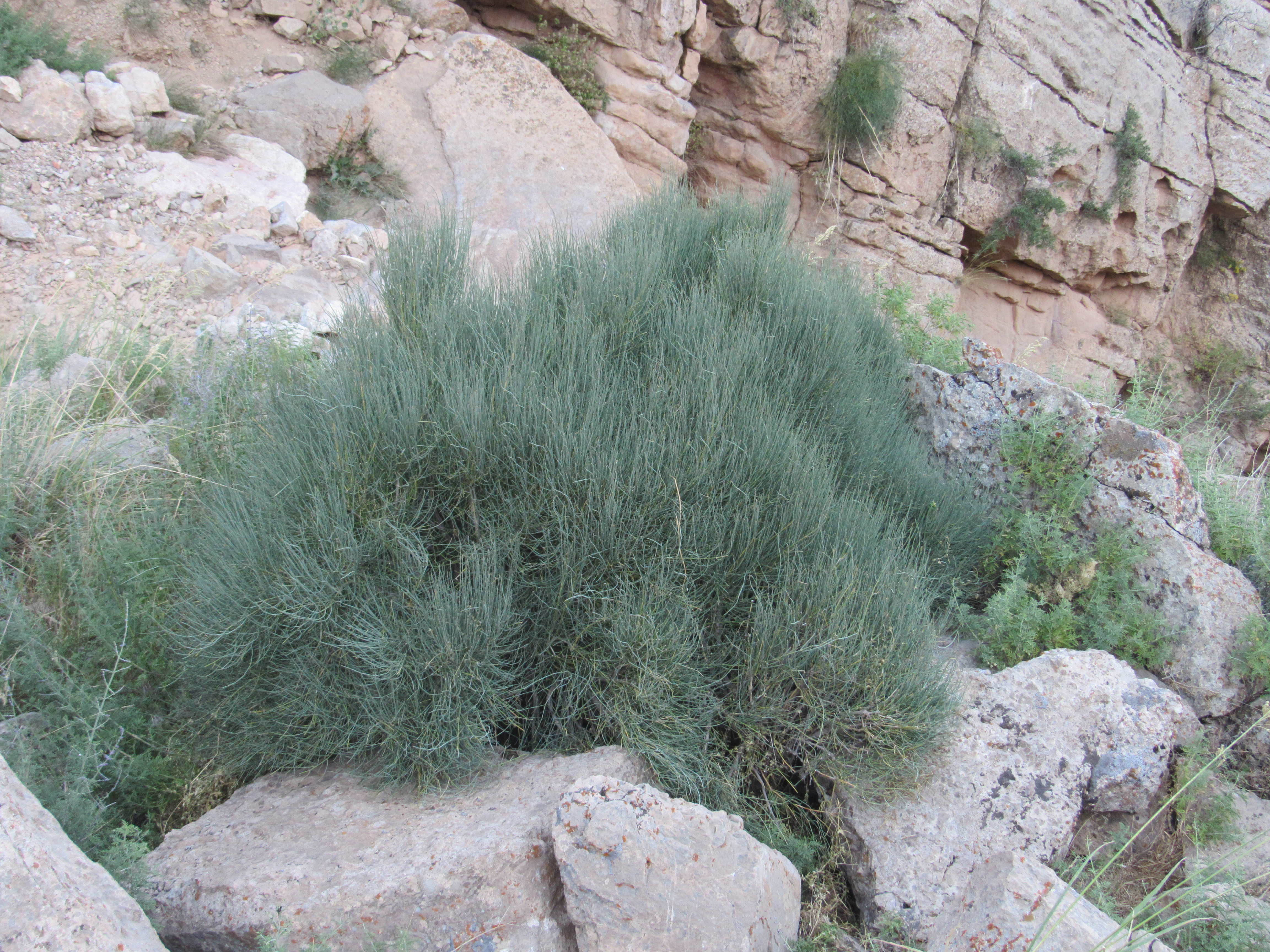
بورجاق از پوش گیاهی و  ارتفاعات روستای زالی که در رنگرزی پوست استفاده می‌شود.
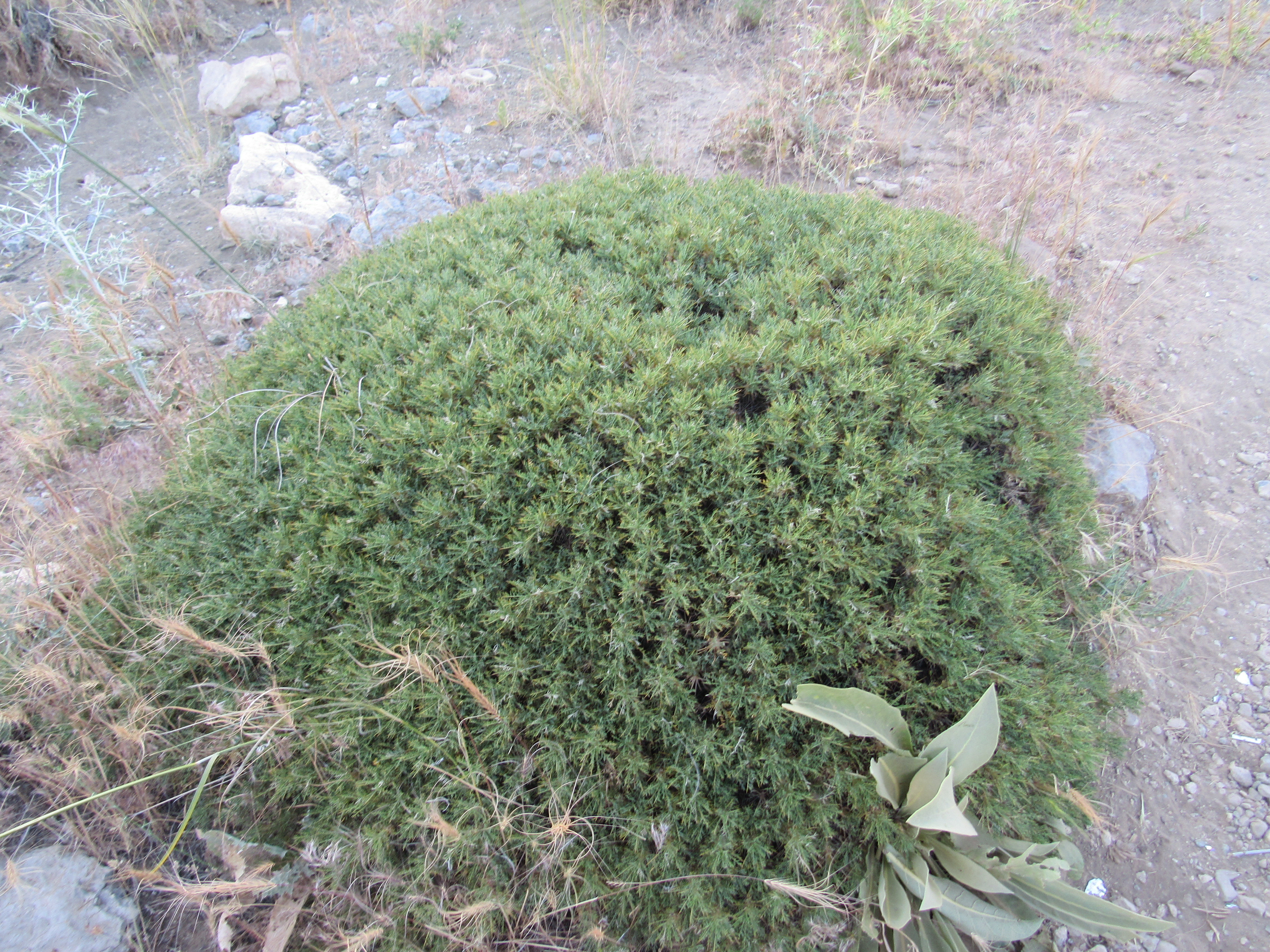
گون از نوع دارای کتیری - از پوشش گیاهی ارتفاعات کوه شاه جهان
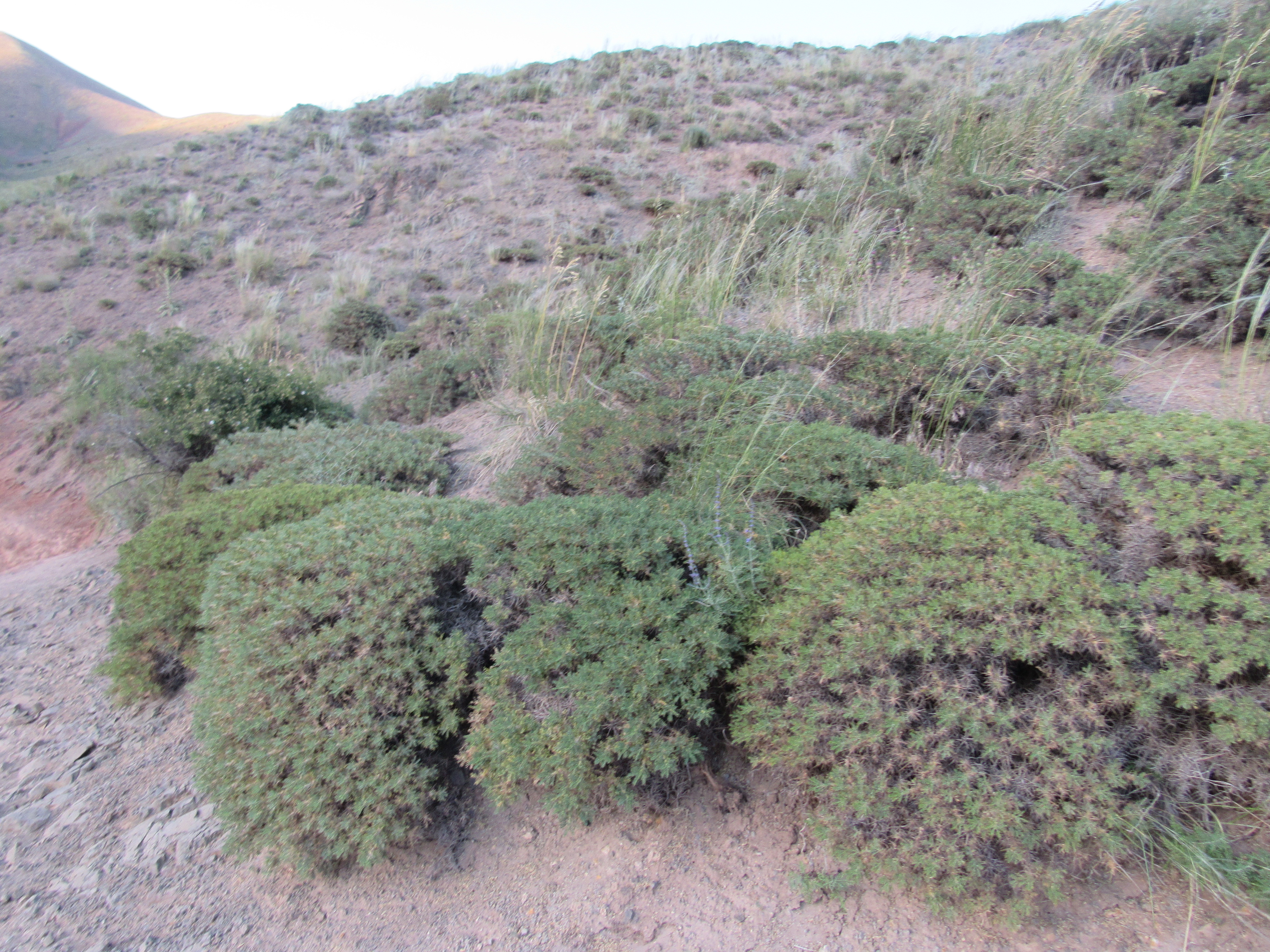
پوشش گیاهی گون از نوع کتیری دار در درقسمت شمالی روستای زالی در ارتفاعات کوه‌های شاه جهان
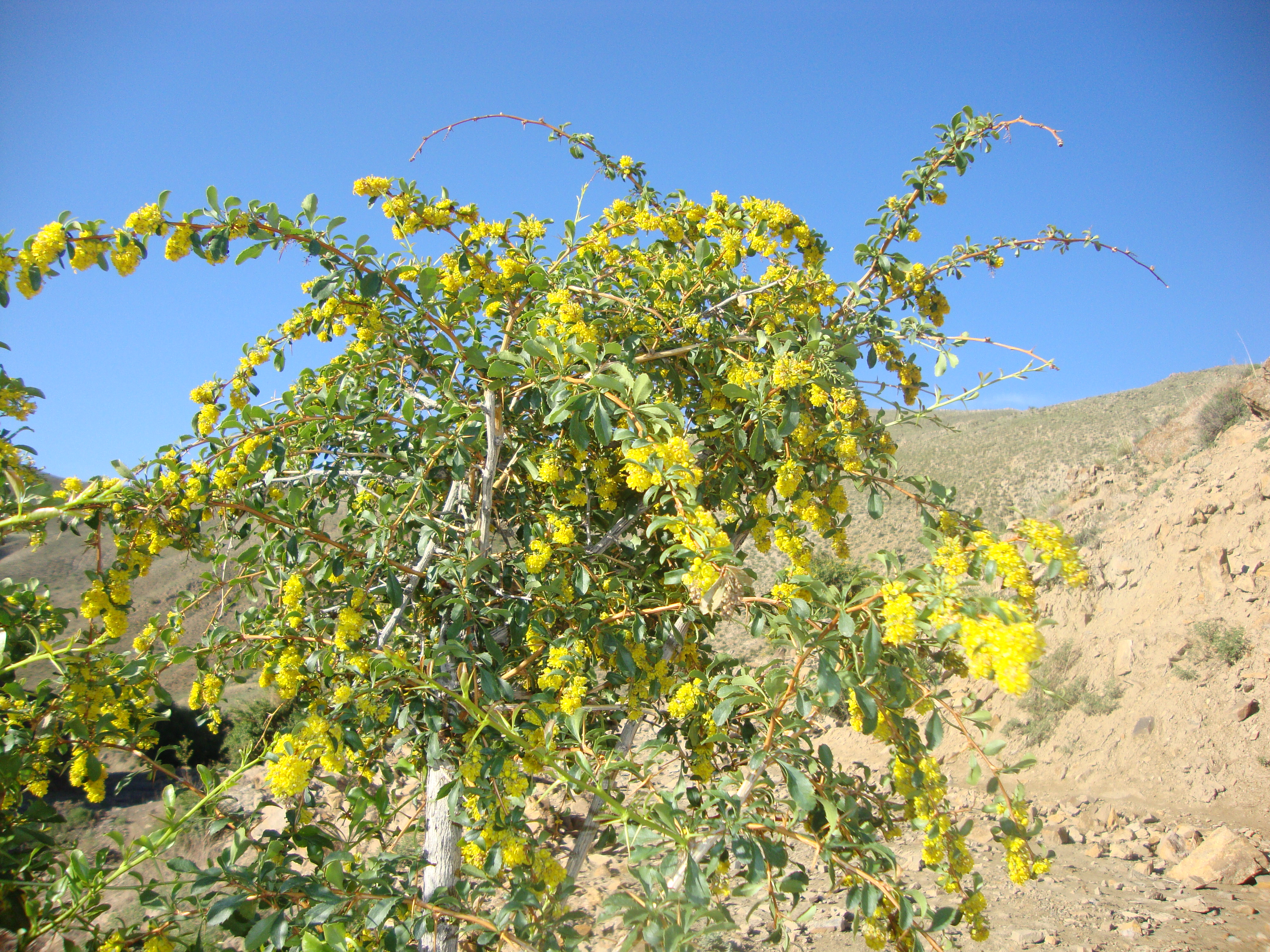
زرشک کوهی دانه دار
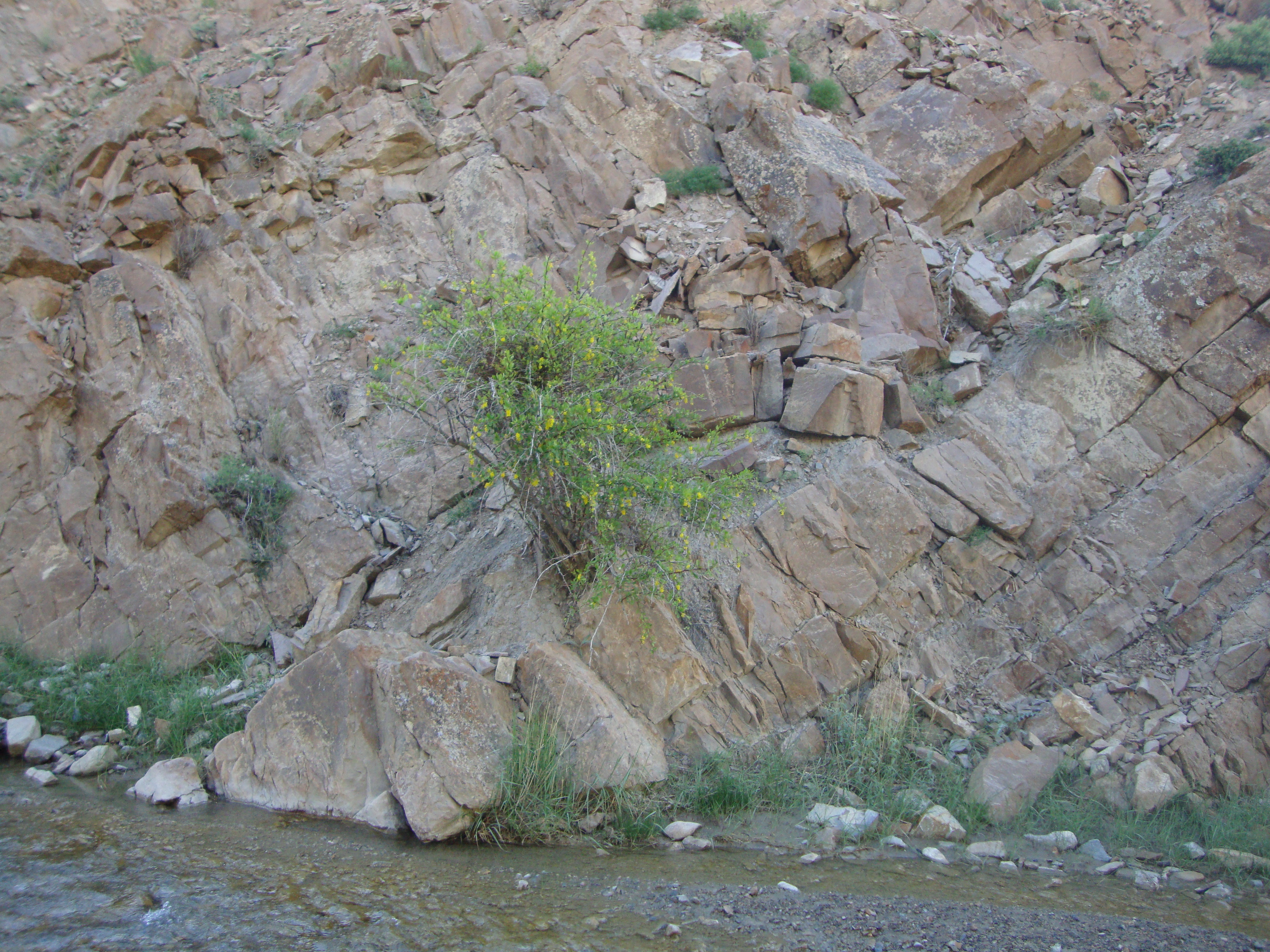
زرشک کوهی در از پوشش گیاهی ارتفاعات شاه جهان
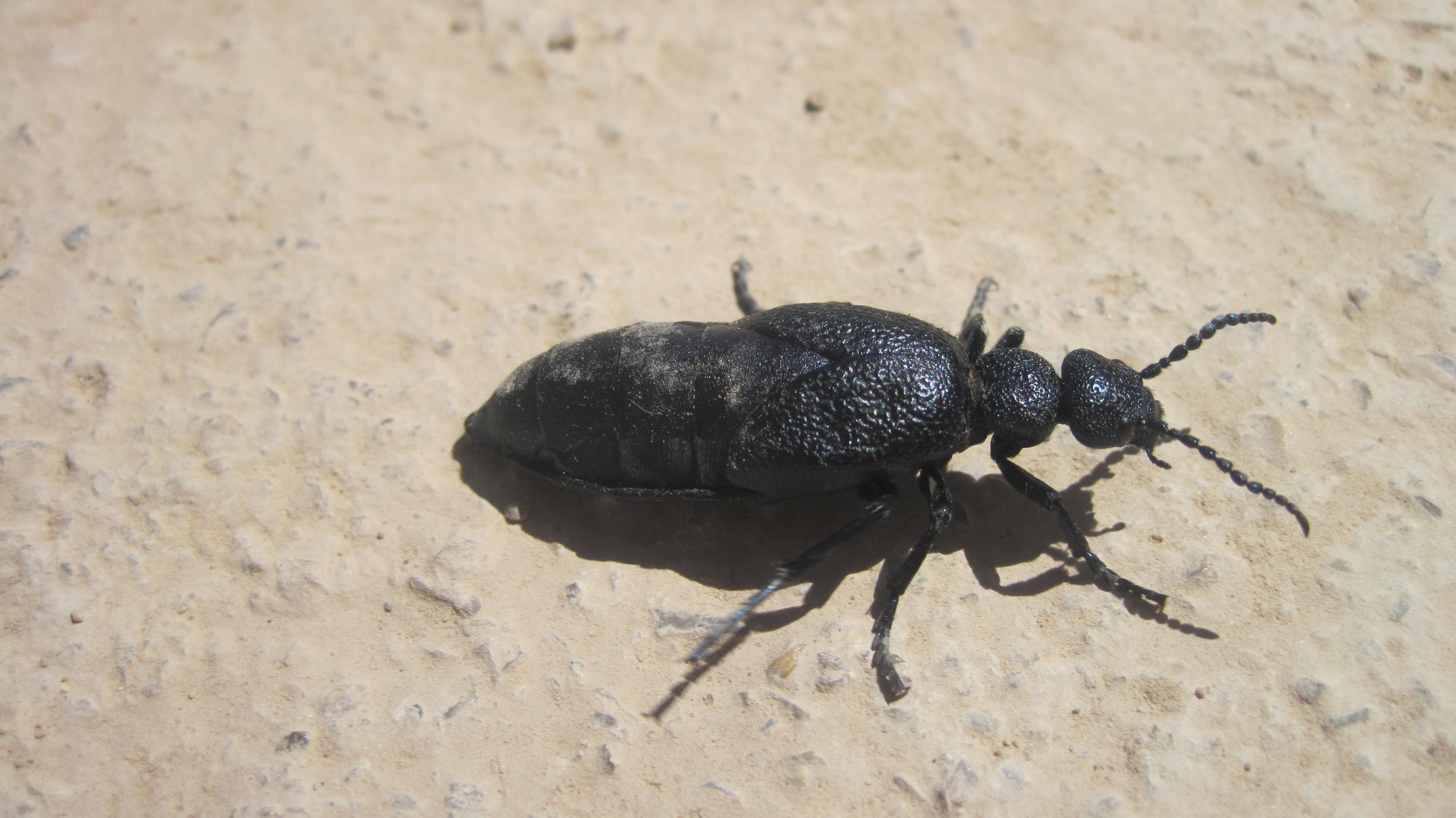
آسماناکوب حشره ای است که در فصل اردیبهشت ماه در طبیعت ظاهرمی شود . یکی از مراکز اصلی این حشره روستای زالی است که درگذشته از آن درطب سنتی جهت بارداری زنان استفاده می‌شد.

## جمعیت
بر پایه سرشماری عمومی نفوس و مسکن در سال ۱۳۹۵، جمعیت این روستا برابر با ۵۶ نفر (۲۱ خانوار) بوده‌است.